# Confinamiento por la pandemia de COVID-19 en España
Las políticas de confinamiento en España por la pandemia de COVID-19 son acciones tomadas por el gobierno español para limitar los contagios, principalmente, la aplicación en tres ocasiones del estado de alarma. La primera vez se declaró para establecer una cuarentena nacional, la segunda vez para aplicar restricciones en la Comunidad de Madrid, y la última vez para imponer un toque de queda.
El primero de estos estados de alarma, que trajo consigo el confinamiento de toda la población, entró en vigor domingo 15 de marzo de 2020 a las 00:00 con la publicación en el BOE, pese al anuncio de Sanchez a las 21:00 de la noche del sábado 14 de marzo. El confinamiento, sin embargo, observaba diversas excepciones, como adquirir alimentos o medicinas, acudir al puesto de trabajo o atender emergencias. Las restricciones también incluyeron la clausura de establecimientos no esenciales, como bares, restaurantes, discotecas, cafeterías, cines, negocios comerciales y minoristas. A causa de esto muchas empresas y pymes españolas tuvieron que recurrir a ERTE para suspender temporalmente el empleo de sus trabajadores.
El anuncio vino seguido de un aumento significativo en la cantidad de casos pasando el 14 de marzo de 3146 a 5232, aumentando en un 66 %. Según el presidente del Gobierno de España, Pedro Sánchez, esta «decisión extraordinaria» fue necesaria al tratarse de un tema de salud y de una crisis social y económica.
Una parte de la población española tuvo dificultad para acatar las medidas de dicha cuarentena, habiéndose levantado a 2 de mayo cerca de 800 000 denuncias (sobre una población aproximada de 47,4 millones) por saltarse las medidas de confinamiento. Entre ese día y el 7 de junio se han propuesto otras 600 000 sanciones y han sido detenidas unas 5000 personas por desobediencia grave a los agentes de la autoridad.
El 28 de abril se anunció el Plan de desconfinamiento de España, consistente en cuatro fases en las que se reducen de manera gradual las limitaciones del confinamiento. Durante la desescalada sectores de la población empezaron a organizar protestas contra la gestión del Gobierno, del cual pidieron su dimisión.
El 21 de junio, con el final de la última prórroga del estado de alarma, el país pasó a lo que se ha denominado como «nueva normalidad». Fue entonces cuando los gobiernos central y autonómicos retomaron sus competencias habituales.
El 25 de octubre, el Consejo de Ministros volvió a establecer el estado de alarma, aunque esta vez con medidas menos estrictas. Estas son, principalmente, un toque de queda de 23:00 a 6:00, la prohibición de viajar entre comunidades autónomas, y la limitación de grupos a seis personas no convivientes.

## Primer estado de alarma

### Medidas previas
- 7 de marzo de 2020: Sanidad propone el primer confinamiento por Coronavirus (también conocido por "Covid-19") en las localidades de Haro y Casalarreina.[14][15]
- 9 de marzo de 2020: el Gobierno Vasco anuncia la cancelación, a todos los niveles educativos, de todas las clases presenciales en el municipio de Vitoria desde el 10 de marzo.[16] Horas más tarde el Gobierno de la Comunidad de Madrid (región con el mayor número de casos en ese momento) aprobó tomar las mismas medidas extraordinarias por un período inicial de 15 días, entre el 11 y el 26 de marzo, animando a la realización de clases por internet si fuera posible.[17][18]
- 10 de marzo: el Gobierno de España decreta la cancelación inmediata de todos los vuelos desde Italia a España hasta el 25 de marzo.[19] El mismo día, el Gobierno de La Rioja aprueba las mismas medidas que el de la Comunidad de Madrid, también a partir del 11 de marzo.[20]
- 11 de marzo: El rector de la Universidad de Castilla-La Mancha ordena a primera hora el cierre de la misma a partir del lunes 16 durante un periodo de 15 días.[21] El mismo día por la tarde el presidente de la Junta de Comunidades de Castilla-La Mancha, Emiliano García-Page, compareció en rueda de prensa refrendando el cierre de la UCLM, aunque criticando al rector por adelantarse a la decisión del gobierno regional y modificando la duración del cierre de los iniciales 15 días a un plazo indefinido, al igual que colegios e institutos.[cita requerida].
- 12 de marzo: el Gobierno de Aragón ordena el cierre de todos los colegios y universidades de la comunidad a partir del lunes 16 de marzo durante un periodo de 15 días.[22] El Principado de Asturias también clausuró las clases durante 15 días debido al aumento de contagios y al registro de la primera muerte, un profesor de un colegio de Oviedo. La Generalidad de Cataluña también ordena el cierre de escuelas, institutos y universidades, en este caso desde del 13 de marzo por un período no inferior a 14 días.[23] El gobierno de la Región de Murcia anuncia el aislamiento de las zonas turísticas de la Región (San Pedro del Pinatar, San Javier, Los Alcázares, Cartagena, La Unión, Mazarrón y Águilas) debido a la llegada de gente enferma proveniente de Madrid.[24]

### Cuarentena nacional
El 14 de marzo de 2020 el presidente del Gobierno, Pedro Sánchez, anunció en un comunicado institucional el estado de alarma por segunda vez en la historia reciente del país como medida excepcional para la contención de los contagios, y que se implantaría a partir del día siguiente, domingo 15 de marzo. Para el momento en que dicho anuncio fue publicado, España contaba con más de 4200 casos positivos y 120 fallecidos, siendo la Comunidad de Madrid la región más afectada, con más de la mitad de los casos positivos del país y 64 fallecidos, habiendo procedido su gobierno autonómico al cierre sistemático de locales de hostelería y negocios, manteniéndose únicamente abiertos farmacias y negocios de alimentación básica.
Horas antes de anunciarse dicha medida se hicieron públicas las medidas urgentes aprobadas en consejo de ministros extraordinario, con una inyección de 14 000 millones de euros, publicadas por decreto en el BOE, que incluía medidas como el aplazamiento para empresas, pymes y autónomos, hasta el 30 de mayo, de 30 000 euros en el pago de impuestos durante seis meses, con tres meses de carencia.
El Gobierno también modificaba la Ley 50/1997, de 27 de noviembre, añadiéndose una disposición final primera que dictaba: 

cuando la naturaleza de la crisis lo exija, el Presidente del Gobierno podrá decidir motivadamente que el Consejo de Ministros, las Comisiones Delegadas del Gobierno y la Comisión General de Secretarios de Estado y Subsecretarios puedan celebrar sesiones, adoptar acuerdos y aprobar actas a distancia por medios electrónicos, siempre que los miembros participantes se encuentren en territorio español y quede acreditada su identidad [...] A estos efectos, se consideran medios electrónicos válidos las audioconferencias y videoconferencias

 Esta medida fue tomada después de que dos ministras del Gobierno, las titulares de Igualdad, Irene Montero, y Política territorial y Función pública, Carolina Darias, dieran positivo por COVID-19.
- 14 de marzo: el Consejo de Ministros declara por quince días el estado de alarma en todo el territorio nacional, estableciendo como autoridad competente el gobierno de España, bajo la dirección de la Presidencia del Gobierno[32] y suspendiendo:

la apertura al público de los locales y establecimientos minoristas, a excepción de los establecimientos comerciales minoristas de alimentación, bebidas, productos y bienes de primera necesidad, establecimientos farmacéuticos, médicos, ópticas y productos ortopédicos, productos higiénicos, prensa y papelería, combustible para la automoción, estancos, equipos tecnológicos y de telecomunicaciones, alimentos para animales de compañía, comercio por internet, telefónico o correspondencia, tintorerías y lavanderías

- 15 de marzo: tras críticas de la oposición, el gobierno ordena que las peluquerías también permanezcan cerradas.[34]
- 28 de marzo: el Gobierno endurece la cuarentena, obligando a todos los trabajadores de servicios no esenciales a permanecer en sus casas entre el 30 de marzo y el 9 de abril.[35] También se decretó que durante ese tiempo las empresas no pudieran hacer despidos objetivos a causa de los problemas derivados de la cuarentena.[36]
- 12 de abril: el Gobierno amplía el estado de alarma hasta el sábado 25 de abril. Se trata de un confinamiento menos estricto, ya que pueden incorporarse al trabajo fuera de casa algunos trabajadores no esenciales.
- 26 de abril: el ejecutivo vuelve a alargar el estado de alarma, esta vez hasta el 10 de mayo, aunque contempla la salida de los menores de 14 años. Así, desde este día, los niños de 13 años o menos pueden salir una hora al día para pasear, jugar y hacer ejercicio, aunque sigue estando prohibida la utilización de parques infantiles y las salidas se limitan a la franja horaria de las 9:00 a las 21:00. Los menores deben ir siempre acompañados por un adulto que conviva con ellos.

La salida de los menores de 14 años marca el comienzo de la llamada fase de desescalada. Todo el proceso de cambio desde la situación de confinamiento hasta alcanzar lo que se ha denominado como la nueva normalidad se hará con las distintas aportaciones de todas las comunidades autónomas, pero siempre bajo la dirección del ejecutivo central. La fase de desescalada se hará de forma asimétrica dependiendo de las necesidades propias de cada comunidad autónoma. Hay comunidades que reclaman mayor autonomía en este proceso, presentando cada una de ellas su propia plan de desconfinamiento.
- 6 de mayo: el Congreso de los Diputados vota si prolongar el estado de alarma desde el 10 hasta el 24 de mayo. Como en las anteriores ocasiones, es necesaria una mayoría simple, es decir, más votos a favor que votos en contra. A diferencia de las anteriores prórrogas, el apoyo al 'sí' es menor: el Partido Popular, segunda fuerza política, se abstuvo;[39] Vox, ERC, JxCat y la CUP votaron en contra[40] y el Gobierno tuvo que pactar con Ciudadanos y el PNV para que votaran a favor.[41]
- 20 de mayo:[42] el Congreso de los Diputados aprueba prolongar el estado de alarma por quinta vez.[43] Pese a la intención inicial de prorrogar el estado de alarma un mes, hasta el 26 de junio,[44][a] el pacto del Gobierno con Ciudadanos incluía limitar la prórroga a 15 días, hasta el 7 de junio.[45] Al igual que en las anteriores prórrogas, fue necesaria una mayoría simple, es decir, más síes que noes, y con la negativa de Ciudadanos a una prórroga de un mes[46] y el voto en contra de Partido Popular[47] y Vox,[42] fue necesario el apoyo del PNV y la abstención de ERC o EH Bildu para aprobar la prórroga.[43]

#### Salidas permitidas
El Real Decreto 463/2020 limitó los traslados para disminuir el contacto interpersonal para bajar las posibilidades de contagio, pero estableció excepciones consideradas de fuerza mayor:
- Adquisición de alimentos, productos farmacéuticos y de primera necesidad.
- Asistencia a centros, servicios y establecimientos sanitarios.
- Desplazamiento al lugar de trabajo para efectuar su prestación laboral, profesional o empresarial permitida.
- Retorno al lugar de residencia habitual.
- Asistencia y cuidado a mayores, menores, dependientes, personas con discapacidad o personas especialmente vulnerables.
- Desplazamiento a entidades financieras y de seguros.
- Por causa de fuerza mayor o situación de necesidad (como emergencias en el domicilio).
- Cualquier otra actividad de análoga naturaleza que habrá de hacerse individualmente, salvo que se acompañe a personas con discapacidad o por otra causa justificada.

El decreto de alarma originalmente permitía la apertura de los siguientes centros de trabajo:

establecimientos comerciales minoristas de alimentación, bebidas, productos y bienes de primera necesidad, establecimientos farmacéuticos, médicos, ópticas y productos ortopédicos, productos higiénicos, prensa y papelería, combustible para la automoción, estancos, equipos tecnológicos y de telecomunicaciones, alimentos para animales de compañía, comercio por internet, telefónico o correspondencia, tintorerías y lavanderías

### Cumplimiento
Al 23 de marzo de 2020, había 240 245 policías y más de 2500 militares desplegados en todo el país. Algunos policías hicieron viajes a las poblaciones en cuarentena y tocaron música para levantar el ánimo. El 24 de marzo, el gobierno tomó el control de las residencias de ancianos privados en todo el país y anunció una investigación judicial luego de que las tropas encontraran a pacientes de hogares de ancianos que habían muerto de COVID-19 muertos en sus camas. En Madrid, los hospitales rechazaron los traslados desde las residencias de ancianos y se utilizó una pista de patinaje para almacenar cadáveres mientras la morgue de la ciudad se desbordaba. Para el 31 de marzo, la policía había emitido 100 000 citaciones y arrestado a 1000 personas por violar las normas de distanciamiento social. Las multas pueden oscilar entre 100 € y 30 000 € por infracciones graves o hasta cuatro meses de prisión. La policía también instaló 30.000 controles de carretera para impedir que la gente viaje. Para el 10 de abril, 3.000 conductores habían sido sancionados por violar la cuarentena mientras miles eran detenidos cada día. Las penas se incrementaron posteriormente con multas de 1.000 € por una primera infracción hasta 60.000 € por una reincidencia.
La sentencia del Tribunal Constitucional de España de julio de 2021 dejó sin efecto todas las sanciones por incumplimiento de las restricciones de movilidad de los ciudadanos, pero no obligó al Gobierno a reembolsar automáticamente las multas ya cobradas.

### Desescalada
El 28 de abril el presidente del Gobierno anunció el Plan de desconfinamiento de España, el cual constó de cuatro fases y divide el país en diversas unidades territoriales que avanzan o retroceden de fase de manera independiente. Estas unidades territoriales son:
- La isla en Canarias y Baleares,
- La región sanitaria en Cataluña,
- El departamento de salud en la Comunidad Valenciana,
- El área sanitaria en Castilla y León,
- Las ciudades autónomas de Ceuta y Melilla,
- En el resto de España, la provincia.

Las 4 fases empezarían en cada unidad territorial cuando esta cumpla ciertos requisitos, y si se diera un aumento considerado de casos, existe la posibilidad de que la unidad territorial retroceda de fase. El mecanismo para cambiar de fase es, por tanto, una cuestión epidemiológica y no puramente matemática.

#### Fases de la desescalada
Las fases de la desescalada son las siguientes:
| Fase | Fase             | Fecha mínima | Actividades permitidas |
| --- | ---------------- | ------------ | --- |
| | 0 De preparación | —            | Hasta el 17 de mayo: - Apertura de locales pequeños como peluquerías con aforo limitado y cita previa. - Paseos individuales dentro del municipio y deporte no profesional (véase más abajo). |
| Desde el 18 de mayo: - Apertura de locales pequeños con aforo limitado pero sin cita previa. - Paseos individuales dentro del municipio y deporte no profesional (véase más abajo). - Apertura de centros de culto y museos con aforo limitado a un tercio. - Apertura de bibliotecas públicas para préstamo, devolución, lectura y consulta. - Apertura de laboratorios universitarios e instalaciones de investigación científica. - Se permiten velatorios y entierros con un máximo de 10 personas en interiores o de 15 al aire libre.                                                                                     | 0 De preparación | —            | |
| | 1 Inicial        | 11 de mayo   | Además de lo anterior: - Apertura con aforo limitado al 30 % de comercios pequeños sin cita previa. - Apertura con cita previa de concesionarios, estaciones de ITV y centros de jardinería. - Apertura de Centros de Alto Rendimiento y otros centros deportivos. - Apertura de centros de culto, museos y centros culturales con aforo limitado a un tercio. - Apertura de terrazas de bares y restaurantes con un aforo máximo del 50 %. - Permitidas reuniones en domicilios de hasta 10 personas. - Circulación dentro de la unidad territorial. - Apertura de bibliotecas públicas para préstamo, devolución, lectura y consulta. - Apertura de laboratorios universitarios e instalaciones de investigación científica. - Reanudación de mercadillos al aire libre con aforo limitado a un tercio y con un máximo del 25 % de los puestos habituales. - Reanudación de todas las actividades de los sectores agroalimentario y pesquero. - Se permite el turismo activo y de naturaleza en grupos de hasta 10 personas. - Se permiten velatorios y entierros con un máximo de 10 personas en interiores o de 15 al aire libre. - Se reanuda el rodaje de obras audiovisuales. - Caza y pesca deportiva (desde el 18 de mayo). |
| Notas: - Las medidas en cursiva no aplican en el País Vasco. Además, aunque en la Orden SND/399, que regula la fase 1, en dicha comunidad se permite el tránsito a unidades territoriales vecinas, legislación autonómica prohíbe salir del municipio de residencia y las reuniones que no sean en terrazas de bares o restaurantes. - Desde el 16 de mayo se aplican nuevas restricciones: en Castilla-La Mancha no se permiten los seminarios y congresos científicos; y los aforos de locales con actos culturales se ven reducidos de diversas formas en Castilla-La Mancha, la Comunidad Valenciana y la Región de Murcia. | 1 Inicial        | 11 de mayo   | |
| | 2 Intermedia     | 25 de mayo   | Además de lo anterior: - Reuniones de hasta 15 personas. - Apertura de todos los locales comerciales independientemente de su tamaño sin cita previa pero con un aforo máximo del 40 %. - Apertura de centros comerciales con un aforo máximo del 30 %. - Servicio en mesa en el interior de bares y restaurantes con aforo máximo del 40 % y medidas de separación física. - Se permite que, en las comunidades que así lo consideren, se reanuden las clases presenciales a todos los niveles. - Aumento de aforo en: - Lugares de culto: máximo el 50 % del aforo. - Entierros y velatorios: máximo de 15 personas en interiores o 25 al aire libre. - Turismo activo y de naturaleza: grupos de hasta 20 personas. - Asistencia individual con cita previa a centros de mayores para supuestos excepcionales, en las comunidades autónomas que así lo permitan; siempre que en el centro de mayores ningún residente haya sido diagnosticado de COVID-19 o esté en cuarentena por poder estar enfermo. - Reanudación de ligas profesionales deportivas, siempre a puerta cerrada y sin público. - Permitidas las celebraciones nupciales con límite de un 50 % del aforo máximo y no más de 50 personas en interiores o 100 al aire libre. - Apertura de cines y teatros con venta de entradas en línea y aforo máximo de un tercio y de hasta 50 personas en interiores o 400 al aire libre. - Apertura de zonas comunes de hoteles con aforo máximo de un tercio. - Apertura de salas de exposiciones, monumentos y otros equipamientos culturales con aforo máximo de un tercio. - Apertura de instalaciones deportivas y piscinas con cita previa y aforo máximo del 30 %. - Apertura de playas para cualquier uso individual o con convivientes, en los municipios que así lo permitan y con aforo reducido. - Apertura de parques naturales con aforo máximo del 20 % y de teleféricos con aforo máximo del 50 %. - Espectáculos con hasta 50 asistentes en interiores y hasta 400 asistentes sentados en exteriores. - Congresos y similares con hasta 50 asistentes. |
| | 3 Avanzada       | 8 de junio   | Además de lo anterior: - Reuniones de hasta 20 personas. - Libertad de circulación por toda la comunidad autónoma*. - Eliminación de franjas horarias para paseos y deporte al aire libre. - Aumento de aforo en: - Locales comerciales, bares y restaurantes: máximo el 50 % del aforo. - Terrazas de bares y restaurantes: máximo el 75 % del aforo. - Lugares de culto: máximo el 75 % del aforo. - Entierros y velatorios: máximo 25 personas en interiores o 50 al aire libre. - Celebraciones nupciales: máximo el 75 % del aforo y hasta 75 personas en interiores o 150 al aire libre. - Salas de exposiciones, monumentos y otros equipamientos culturales y zonas comunes de hoteles: máximo el 50 % del aforo. - Turismo activo y de naturaleza: grupos de hasta 30 personas. - Congresos y similares: máximo 80 personas. - Se permite el servicio en barra con medidas de separación física entre clientes. - Estudio en sala y actos culturales en bibliotecas con un aforo máximo del 50 %. - Apertura de centros recreativos turísticos, zoológicos y acuarios con un aforo máximo del 50 % en el espacio general y de un tercio en interiores. - Apertura de casinos y casas de apuestas con aforo máximo del 50 % y hasta 50 personas. - Reanudación de actividades infantiles y juveniles como campamentos de verano con aforo máximo de un tercio y hasta 80 personas en interiores o del 50 % y hasta 200 personas al aire libre. |
| Nota: El BOE establece que la circulación será por la provincia, isla o unidad territorial, aunque las comunidades autónomas pueden establecer que la circulación sea por la comunidad entera. A esta opción se han sujeto todas las comunidades autónomas menos Extremadura. En las comunidades que tengan solo parte de su territorio en fase 3, la libertad de circulación se limita a dicho territorio. | 3 Avanzada       | 8 de junio   | |
| | Nueva normalidad |              | A excepción del uso obligtorio de mascarillas y medidas como la potenciación del teletrabajo y una mayor trazabilidad de contactos, terminan las restricciones a nivel estatal. Aun así, podrían mantenerse algunas medidas autonómicas (como en el transporte público), locales (como en mercadillos o terrazas) o particulares (como establecimientos que deciden por cuenta propia limitar su aforo o su horario). |

#### Paseos y deporte no profesional
El 1 de mayo el BOE publicó la Orden SND/380/2020, en la que se establece que, además de los desplazamientos permitidos hasta entonces, desde el 2 de mayo se permiten las salidas para practicar deporte no profesional o para dar paseos a menos de 1 km del domicilio y que duren hasta una hora.
Estos paseos están limitados a ciertas franjas horarias:
- Para la población de entre 14 y 70 años, ambos inclusive, entre las 6:00 y las 10:00 y entre las 20:00 y las 23:00
- Para mayores de 70 años y personas dependientes, entre las 10:00 y las 12:00 y entre las 19:00 y las 20:00
- Para niños de menos de 14 años, en las condiciones anteriores a esta Orden, entre las 12:00 y las 19:00

En el caso de municipios de 10 000 habitantes o menos y cuya densidad de población sea inferior a 100 hab/km² las salidas se pueden hacer en cualquier momento y a una distancia de hasta 5 km.
Estos horarios son sólo para paseos y deporte no profesional, por lo que no aplican a desplazamientos como ir al trabajo o a hacer la compra ni para las actividades de las fases 1 en adelante, como ir a la terraza de un bar o restaurante, visitar amigos o acudir a lugares de culto.
Además, las comunidades autónomas en fase 1 podrán cambiar estas franjas adelantándolas o retrasándolas hasta dos horas y sin alargar su duración, medida a la que solo se ha acogido la Comunidad de Madrid (véase el punto «28 de mayo» de la siguiente sección).
En los territorios en fase 2 estos horarios se flexibilizan: tanto adultos como niños acompañados pueden salir a cualquier hora fuera de las franjas destinadas a ancianos y dependientes (de 10:00 a 12:00 y de 19:00 a 20:00).
Aun así, como en las fases 1 y 2 se permite ir por la calle en grupos de varias personas a cualquier hora del día y en cualquier lugar de la unidad territorial, y la Orden que establece este permiso también establece que las normas anteriores serán de aplicación "en todo aquello que no se oponga o contradiga [...] la presente orden", podría considerarse que las franjas horarias y las restricciones de distancia al domicilio sí se oponen al permiso de ir por la calle en grupo si se considera al individuo como un grupo de una persona, por lo que podría considerarse que dichas franjas han sido derogadas. Aun así, puesto que la legislación no es completamente clara, siempre se debería consultar a las autoridades locales para conocer su posición al respecto.

#### Cronología de la desescalada
El proceso de desescalada suele seguir un mismo procedimiento cada semana: hasta el miércoles las comunidades y ciudades autónomas presentan sus propuestas, el viernes por la tarde el Gobierno indica qué medidas se toman y qué zonas pasan, el sábado se publica en el BOE y el lunes de la semana siguiente se hacen efectivos los cambios. Aun así, al no ser esta estructura un procedimiento formal, es posible que haya variaciones, especialmente con las propuestas de las comunidades que a veces llegan el jueves o incluso el viernes.
- 4 de mayo: las islas de Formentera (en Baleares) y La Gomera, El Hierro y La Graciosa (en Canarias) pasan a la fase 1.[79]
- 6 de mayo: las Comunidades dan sus propuestas al Ministerio de Sanidad para pasar a la fase 1 de la desescalada. Todas, a excepción de Andalucía, Cataluña y Castilla y León; pidieron que todo su territorio pasara de fase.[80] Andalucía propuso pasar de fase en gran parte de su territorio; Cataluña propuso la división en nueve regiones sanitarias, de las que pasarían tres en las zonas menos pobladas;[81] y Castilla y León propuso hacer una división por áreas sanitarias, con 39 pasando de fase.[82] Aragón[83] y Asturias[84] además propusieron que ciertas zonas rurales pasaran directamente a la fase 2. Las condiciones para pasar a fase 1 de desescalada están recogidas en el BOE del 3 de mayo. Aunque se trata de una cuestión bilateral entre el Gobierno y las comunidades autónomas, es el Ministerio de Sanidad el que tiene la última palabra. Como requisitos imprescindibles están: disponer o tener acceso o capacidad para instalar en un plazo máximo de cinco días entre 1,5 y 2 camas de UCI por cada 10 000 habitantes y disponer o tener acceso o capacidad para instalar en un plazo máximo de cinco días entre 37 y 40 camas para enfermos agudos por cada 10 000 habitantes.[85]
- 8 de mayo: el Ministerio de Sanidad comunica a las comunidades autónomas qué unidades territoriales pasan a la fase 1 (véase el siguiente punto).[86]
- 11 de mayo: pasan a la fase 1 las comunidades autónomas de Aragón, Asturias, Cantabria, Extremadura, Galicia, La Rioja, Región de Murcia, Navarra y el País Vasco (incluyendo el enclave de Treviño);[87] las demás Islas Canarias y Baleares, las provincias de Almería, Cádiz, Córdoba, Cuenca, Guadalajara, Huelva, Jaén y Sevilla; las ciudades autónomas de Ceuta y Melilla, 3 de las 9 regiones sanitarias[h] de Cataluña, 10 de los 24 departamentos sanitarios[i] de la Comunidad Valenciana y 26 de las 247 áreas sanitarias[j] de Castilla y León.[86]
- 12 de mayo: Melilla adapta las franjas horarias para pasear con motivo de la celebración del Ramadán:[88] los adultos entre 14 y 70 años pueden salir a pasear entre las 7:00 y las 10:00 y entre las 20:00 y las 24:00.[89] Los demás grupos mantienen sus horarios.
- 13 de mayo: las comunidades autónomas vuelven a dirigir al Gobierno sus propuestas para pasar de fase. Castilla-La Mancha, la Comunidad de Madrid y la Comunidad Valenciana proponen que todo su territorio pase a la fase 1, Cataluña propone otras tres de sus nueve regiones sanitarias,[k] y Castilla y León propone otras 14 áreas sanitarias. Los gobiernos balear y canario han propuesto que pasen a la fase 2 las islas que el 4 de mayo pasaron a la fase 1 (Formentera en Baleares y El Hierro, La Gomera y La Graciosa en Canarias).[90]
- 14 de mayo: la Generalidad de Cataluña propone al Gobierno que las regiones sanitarias correspondientes a la ciudad de Barcelona y su área metropolitana pasen el 18 de mayo a la fase 1 con ciertas limitaciones propias de la fase 0, en lo que se ha denominado como fase 0,5. Según la propuesta, se permitiría la apertura de bibliotecas y museos pero seguirían prohibidas las reuniones en domicilios y la apertura de terrazas.[91] La Junta de Castilla y León también modifica su propuesta: en lugar de 14 áreas sanitarias que pasarían a la fase 1 el lunes 18, propone un total de 42.[92]
- 15 de mayo: el Ministerio de Sanidad comunica a las comunidades autónomas qué territorios pasarán de fase el lunes 18 (véase el siguiente punto)
- 18 de mayo: pasan a la fase 1 las provincias de Albacete, Ciudad Real, Granada, Málaga y Toledo; 42 áreas sanitarias castellanoleonesas,[l] otras tres[k] de las nueve regiones sanitarias de Cataluña y los 14 departamentos de salud de la Comunidad Valenciana que quedaban en la fase 0.[93] Según propusieron los gobiernos balear y canario, pasan a la fase 2 las islas que pasaron a la fase 1 el 4 de mayo: Formentera, El Hierro, La Graciosa y La Palma.[93] Además, la fase 0 se flexibiliza en algunos aspectos, en lo que ha pasado a denominarse extraoficialmente como fase 0,5.[94]
- 20 de mayo: las comunidades autónomas dirigen al Ministerio de Sanidad sus propuestas para cambiar de fase: Castilla y León y Madrid solicitan que todo su territorio pase a fase 1 y Cataluña propone el avance de las zonas en fase 0 a fase 1 y el avance a fase 2 de las 3 regiones sanitarias que pasaron a la fase 1 el 11 de mayo.[h] La Comunidad Valenciana propone mantenerse en fase 1, la Región de Murcia propone que pase todo su territorio menos el municipio de Totana, y todas las demás comunidades y  ciudades autónomas solicitan pasar por completo a fase 2. Muchas comunidades solicitan también medidas particulares que apliquen solo en su territorio, como diferentes aforos o que no se permitan ciertas actividades.[95]
- 21 de mayo: entra en vigor una Orden del Ministerio de Sanidad que hace obligatorio el uso de mascarilla por todas las personas de 6 años en adelante en espacios de uso público y en la vía pública, siempre que no se pueda mantener una distancia de seguridad de al menos dos metros. No están obligadas, sin embargo, aquellas personas en las que el uso de mascarilla presente problemas de salud.[96][97]
- 22 de mayo: el Ministerio de Sanidad comunica a las comunidades autónomas qué regiones pasan de fase el lunes 25 (véase el punto 25 de mayo).
- 23 de mayo: el Gobierno Vasco anuncia las medidas que tomará la comunidad del País Vasco para la fase 2, sin mayor restricción que en el resto de las comunidades[98]
- 25 de mayo: pasan a la fase 1 Castilla y León, la Comunidad de Madrid y las zonas de Cataluña que permanecían en fase 0. Pasan a la fase 2 las comunidades autónomas de Aragón, Asturias, Cantabria, Extremadura, Galicia, La Rioja, Región de Murcia (excepto el municipio de Totana),[99] Navarra y País Vasco; las ciudades autónomas de Ceuta y Melilla, las islas baleares y canarias que permanecían en fase 1, las provincias de Almería, Cádiz, Córdoba, Cuenca, Guadalajara, Huelva, Jaén y Sevilla y 3 de las 9 regiones sanitarias[h] de Cataluña.[100]
- 25 de mayo: se permite la vuelta a clase en las comunidades en fase 2 que así lo estipulen.[69]
- 27 de mayo: el Gobierno decreta un luto oficial de 10 días, hasta el 6 de junio, en honor a las víctimas de la COVID-19.[101]
- 28 de mayo: en la Comunidad de Madrid los horarios en los que se permite el paseo con niños se modifican: en lugar de ser entre las 12:00 y las 19:00, pasa a ser entre las 10:00 y las 13:00 y entre las 17:00 y las 21:00, por lo que se solapan con algunos horarios de otros grupos, que permanecen invariables.[102]
- 28 de mayo: el Ministerio de Sanidad comunica a las comunidades autónomas qué regiones pasan de fase el lunes 1 (véase el siguiente punto).
- 1 de junio: pasan a fase 2 las provincias de Albacete, Ciudad Real, Granada, Málaga y Toledo; la Comunidad Valenciana, Totana (Murcia), el área sanitaria de El Bierzo (provincia de León) y las regiones sanitarias catalanas de Alto Panadés, Cataluña Central, Garraf y Gerona. Pasan a la fase 3 las islas de Formentera en Baleares y de El Hierro, La Gomera y La Graciosa en Canarias.[103]
- 5 de junio: el Ministerio de Sanidad comunica a las comunidades autónomas qué regiones pasan de fase el lunes 8 (véase el siguiente punto).
- 8 de junio: pasan a fase 2 Castilla y León, la Comunidad de Madrid y las regiones sanitarias catalanas que se encontraban en fase 1. Pasan a fase 3 Andalucía, Aragón, Asturias, Cantabria, Extremadura, Galicia, La Rioja, Región de Murcia, Navarra y el País Vasco; las provincias castellanomanchegas de Cuenca y Guadalajara, la ciudad autónoma de Melilla, las islas baleares y canarias que permanecían en fase 2, y 3 regiones sanitarias[h] catalanas.[104]
- 12 de junio: el Ministerio de Sanidad comunica a las comunidades autónomas qué regiones pasan de fase el lunes 15 (véase el siguiente punto).
- 15 de junio: pasan a fase 3 la Comunidad Valenciana, las provincias de Albacete, Burgos, Ciudad Real, León, Palencia, Toledo, Valladolid y Zamora; la ciudad autónoma de Ceuta y las regiones sanitarias catalanas de Cataluña Central y Gerona. Además, Galicia pasa a la nueva normalidad, es decir, que en dicha comunidad dejan de tener efecto las restricciones aplicadas a nivel estatal.[105]
- 18 de junio: pasan a fase 3 las regiones sanitarias catalanas que permanecían en fase 2, correspondientes a Barcelona, su área metropolitana y Lérida.[106]
- 19 de junio: Cantabria, Cataluña y el País Vasco pasan a la nueva normalidad.[107]
- 21 de junio: al acabar el estado de alarma, todos los territorios pasan a la nueva normalidad, independientemente de la fase en la que estuvieran anteriormente. Esto significa que acaban las restricciones de movilidad entre provincias y CCAA, aforo, etc.; a excepción de las medidas recogidas en el real decreto que define la nueva normalidad, como el uso de mascarilla en lugares de uso público, el fomento del teletrabajo o una mejor detección precoz en residencias de mayores.[10]

### Estadísticas

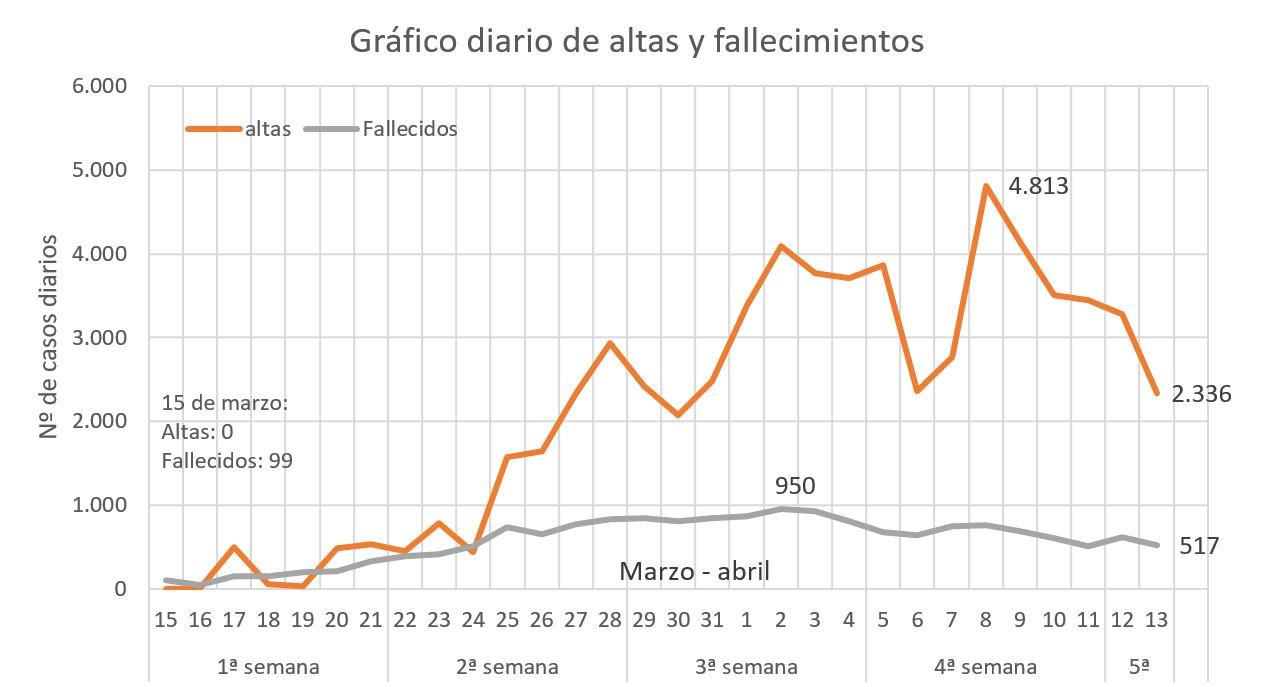
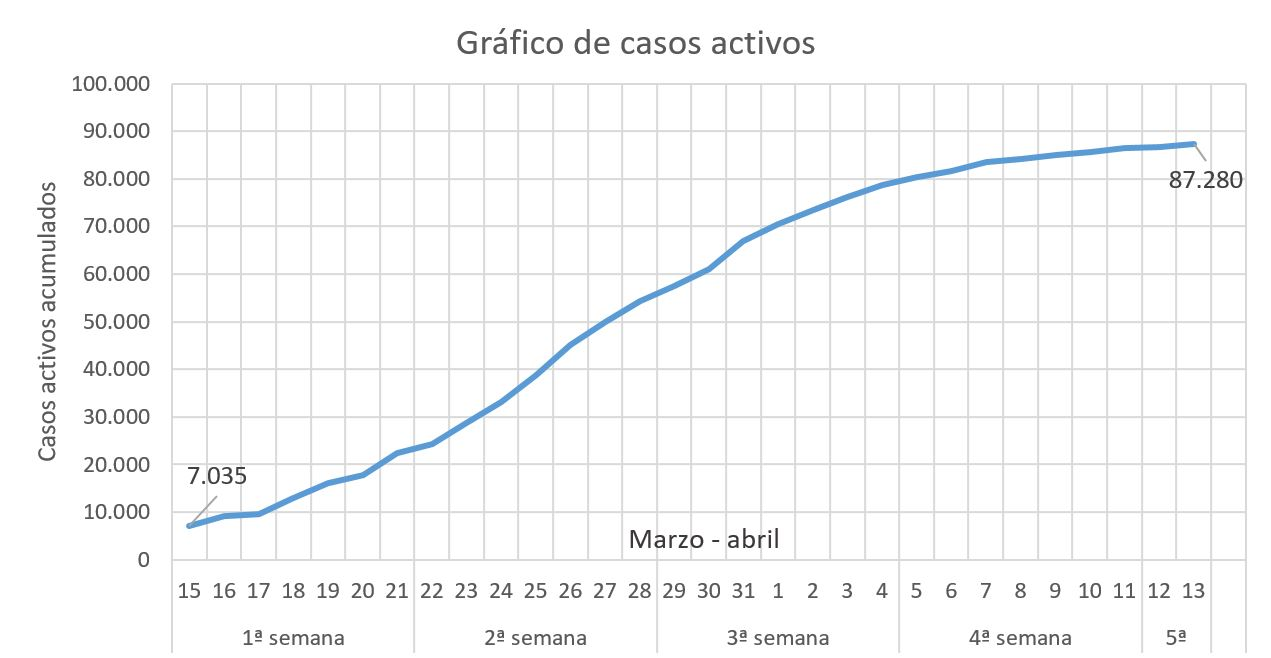

#### Evolución de las fases

4 de mayo
12 de mayo
18 de mayo
25 de mayo
1 de junio
8 de junio
15 de junio
19 de junio

## Nueva normalidad
La nueva normalidad es el periodo en el que no aplican las restricciones estatales promulgadas mediante estado de alarma. Esto no significa que en este periodo no haya restricciones, pues hay nuevas medidas tanto a nivel estatal como a nivel autonómico. Así, sigue siendo obligatorio el uso de mascarilla y mantener una distancia interpersonal de 1,5 m.
El 6 de junio entró en vigor el real decreto que establece la sexta y última prórroga del estado de alarma. En este se establece que en los territorios en fase 3 la autoridad competente será el gobierno autonómico, igual que antes del estado de alarma. Por tanto, pasar a la nueva normalidad es una decisión de las comunidades. Asimismo, al ser las diferentes comunidades las que determinan las normas de esta nueva etapa, las restricciones varían ligeramente de un territorio a otro.
Al acabar el estado de alarma el 21 de junio todo el territorio pasó automáticamente a la nueva normalidad, aunque ciertas comunidades lo hicieron antes: Galicia el 15 y Cantabria, Cataluña y el País Vasco, el 19.

### Rebrotes
Desde el final del estado de alarma se han registrado diversos rebrotes, aumentos de casos relacionados entre sí. Muchos se controlan al poco tiempo, pero algunos necesitan medidas más severas. Es el caso de los rebrotes de la comarca de Segriá (Lérida), de Zaidín y sus alrededores (Huesca) y de A Mariña (Lugo).

#### Segriá
El aumento de casos en la comarca, 896 a 9 de julio, motivó al gobierno catalán a imponer medidas restrictivas que dieron pie a la aplicación de una cuarentena obligatoria a diversos municipios empezando el lunes 13 de julio. Este confinamiento afecta a ocho municipios: Lérida capital, Alcarrás, Aitona, Granja de Escarpe, Masalcorreig, Serós, Soses y Torres de Segre; además de las entidades municipales descentralizadas de Sucs y Raimat.
El confinamiento prohíbe la entrada o salida de los municipios, las reuniones de más de diez personas, y la actividad hostelera. Se permite, no obstante, acudir al lugar de trabajo (para trabajadores esenciales, a otros municipios), pasear y hacer deporte al aire libre, comprar bienes de primera necesidad, y hacer otras compras con cita previa.

#### Huesca
Las comarcas oscenses de Bajo Aragón-Caspe, Bajo Cinca, Cinca Medio y La Litera volvieron el 22 de junio a las restricciones de la fase 2 tras un importante aumento de casos, 436 a 9 de julio, relacionados con una empresa hortofrutícola.

#### La Mariña
Debido al aumento de casos en la zona, 144 a 9 de julio, la Junta de Galicia decidió confinar las comarcas de La Mariña a partir del 6 de julio y durante un periodo de cinco días. El confinamiento supuso la prohibición de salir del área afectada, además de una reducción de aforos y horarios en locales de hostelería.

### Estado de alarma en la Comunidad de Madrid

Mapa de los municipios afectados por las restricciones del 2 de octubre (amarillo o rojo) y por el estado de alarma del 9 de octubre (rojo)

El 18 de septiembre, la presidenta de la Comunidad de Madrid, Isabel Díaz Ayuso, anunció que a partir del lunes 21 de septiembre 37 zonas básicas de salud (calles adscritas a un centro de atención primaria concreto) serían confinadas. A estas zonas solo se podrá entrar o salir por motivos laborales, de estudios, para gestionar trámites o para asistir a mayores o dependientes. Los desplazamientos por carretera solo se permitirán si el origen y el destino son fuera de la zona confinada.
Además, todos los establecimientos abiertos al público verán reducido su aforo al 50 % y deberán cerrar antes de las 22 horas. En toda la Comunidad, se limita el tamaño de grupos de particulares no convivientes de diez a seis personas.
El 25 de septiembre, estas restricciones se ampliaron a otras ocho zonas, elevando el total a 45.
El 2 de octubre a las 22 horas entraron en vigor nuevas restricciones del Ministerio de Sanidad: se limita la entrada y salida de diez municipios de la región, incluyendo Madrid capital, a la asistencia a centros sanitarios, laborables o educativos, además de otras actividades esenciales como atención a personas dependientes. Se sigue permitiendo la movilidad dentro del municipio y se levantan las restricciones anteriores. Además, todos los comercios verán reducido su aforo y deberán cerrar a las 22 h.
El jueves 8 de octubre el Tribunal Superior de Justicia de Madrid suspendió estas medidas por afectar derechos fundamentales tras un recurso de la Comunidad de Madrid. Al día siguiente, el Consejo de Ministros aprobó mediante el Real Decreto 900/2020 declarar el estado de alarma por segunda vez en la pandemia, la tercera en democracia. El estado de alarma, que se extiende durante un plazo inicial de 15 días, es mucho menos severo que el iniciado en marzo, y se limita a replicar las medidas de la Orden Ministerial anulada el día anterior, afectando a los mismos municipios excepto Alcalá de Henares.

## Segundo estado de alarma nacional
El domingo 25 de octubre, tras un consejo de ministros extraordinario, el Gobierno estableció de nuevo el estado de alarma a nivel nacional, el tercero para controlar la crisis del coronavirus y el cuarto en toda la historia.
Este nuevo estado de alarma, que durará inicialmente hasta el 8 de noviembre a las 24:00, impone las siguientes medidas:
- Toque de queda entre las 23:00 y las 6:00, exceptuando causas justificadas. Las comunidades autónomas pueden establecer las horas de inicio y final entre las 22:00 y las 24:00 y entre las 5:00 y las 7:00, respectivamente. Este toque de queda no aplica en Canarias mientras no lo determine su gobierno autonómico.[123]
- Prohibición de salir de la comunidad o ciudad autónoma de residencia, excepto por causa justificada. Las comunidades autónomas pueden establecer restricciones de entrada y salida en unidades territoriales menores a la comunidad.
- Limitación de los grupos en lugares de uso público a seis personas no convivientes.

El Gobierno ha expresado su intención de prolongar este estado de alarma otros seis meses, hasta el 9 de mayo de 2021, aunque para que esto sea así deberá ser aprobado en el Congreso de los Diputados por una mayoría simple (más síes que noes), igual que en el primer estado de alarma. Por otro lado, el presidente del Gobierno ha afirmado que se levantaría el estado de alarma en cuanto la situación lo permita.

### Modificaciones por comunidad autónoma

Mapa del toque de queda por comunidad autónoma

Este nuevo estado de alarma permite cierta flexibilidad a las comunidades autónomas, que pueden modificar las horas del toque de queda y que pueden imponer restricciones de movilidad dentro de la comunidad. Así, el toque de queda es entre las 22:00 y las 6:00 en Castilla y León y Cataluña; y entre las 0:00 y las 6:00 en Cantabria, la Comunidad Valenciana, Extremadura, Islas Baleares y Madrid.
El gobierno navarro, por su parte, ha prohibido las reuniones privadas entre no convivientes —independientemente del número—; y el del País Vasco ha limitado la movilidad al interior del municipio de residencia, salvo por las excepciones que aplican en el resto del país.

## Mecanismo legal
Debido a que para que la cuarentena sea efectiva era necesario suprimir temporalmente derechos fundamentales reconocidos en el Capítulo II de la Constitución (en especial, las libertades de circulación de los arts. 17 y 19 y de reunión del art. 21), se consideró necesario proclamar el estado de alarma. Esta figura legal se define en la Ley Orgánica 4/1981, basada en el artículo 116.2 de la Constitución. Dicho artículo establece que el estado de alarma deberá durar un máximo de 15 días y deberá ser aprobado por el Gobierno en Consejo de Ministros, tras lo cual se deberá informar de forma inmediata al Congreso. De ser necesario podrá ser prorrogado mediante propuesta del Gobierno tras la aprobación por mayoría simple (más votos a favor que en contra) por parte del Congreso.
El estado de alarma ha sido prolongado un total de seis ocasiones, en todas ellas por un periodo de dos semanas. Durante el estado de alarma, y en especial durante la desescalada, la legislación usada para determinar las regulaciones han sido los propios reales decretos que prorrogaban el estado de alarma, y órdenes ministeriales de los ministerios delegados.
| N.º                                            | Fecha de inicio         | Fecha de finalización   | Autoridades delegadas                                                                 | Real Decreto            |
| Primer estado de alarma                        | Primer estado de alarma | Primer estado de alarma | Primer estado de alarma                                                               | Primer estado de alarma |
| ---------------------------------------------- | ----------------------- | ----------------------- | ------------------------------------------------------------------------------------- | ----------------------- |
| Inicial                                        | 15 de marzo             | 29 de marzo             | Ministros de: - Defensa - Interior - Transportes, Movilidad y Agenda Urbana - Sanidad | RD 463/2020             |
| 1.ª                                            | 30 de marzo             | 11 de abril             | Ministros de: - Defensa - Interior - Transportes, Movilidad y Agenda Urbana - Sanidad | RD 476/2020             |
| 2.ª                                            | 12 de abril             | 25 de abril             | Ministros de: - Defensa - Interior - Transportes, Movilidad y Agenda Urbana - Sanidad | RD 487/2020             |
| 3.ª                                            | 26 de abril             | 9 de mayo               | Ministros de: - Defensa - Interior - Transportes, Movilidad y Agenda Urbana - Sanidad | RD 492/2020             |
| 4.ª                                            | 10 de mayo              | 23 de mayo              | Ministros de: - Defensa - Interior - Transportes, Movilidad y Agenda Urbana - Sanidad | RD 514/2020             |
| 5.ª                                            | 24 de mayo              | 6 de junio              | Ministro de Sanidad (y CC. AA.)                                                       | RD 537/2020             |
| 6.ª                                            | 7 de junio              | 20 de junio             | Presidentes autonómicos (territorios en fase 3 o posterior)                           | RD 555/2020             |
| 6.ª                                            | 7 de junio              | 20 de junio             | Ministro de Sanidad (territorios en fase 2 o anterior)                                | RD 555/2020             |
| Segundo estado de alarma (Comunidad de Madrid) |                         |                         |                                                                                       |                         |
| —                                              | 9 de octubre (16:47)    | 24 de octubre (16:47)   | Gobierno de España                                                                    | RD 900/2020             |
| Tercer estado de alarma                        |                         |                         |                                                                                       |                         |
| —                                              | 25 de octubre           | 8 de noviembre          | Presidentes autonómicos                                                               | RD 926/2020             |
| —                                              | 9 de noviembre de 2020  | 8 de mayo de 2021       | Gobierno de España                                                                    | RD 956/2020             |

### Constitucionalidad
Algunos juristas y el partido político Vox  han cuestionado la constitucionalidad de las restricciones a las libertades fundamentales impuestas por el real decreto que declaró el estado de alarma. El 6 de mayo de 2020 el Tribunal Constitucional admitió a trámite el recurso de inconstitucionalidad presentado por el partido político  Vox. El recurso defendía que la Constitución española no permite la suspensión de los derechos fundamentales del Título I de la Constitución al declarar un estado de alarma, sino solamente en estado de excepción o de sitio. Finalmente por 6 votos a favor y 5 en contra el Tribunal Constitucional declaró inconstitucional el primer estado de alarma en julio de 2021.

## Consecuencias

### En el empleo

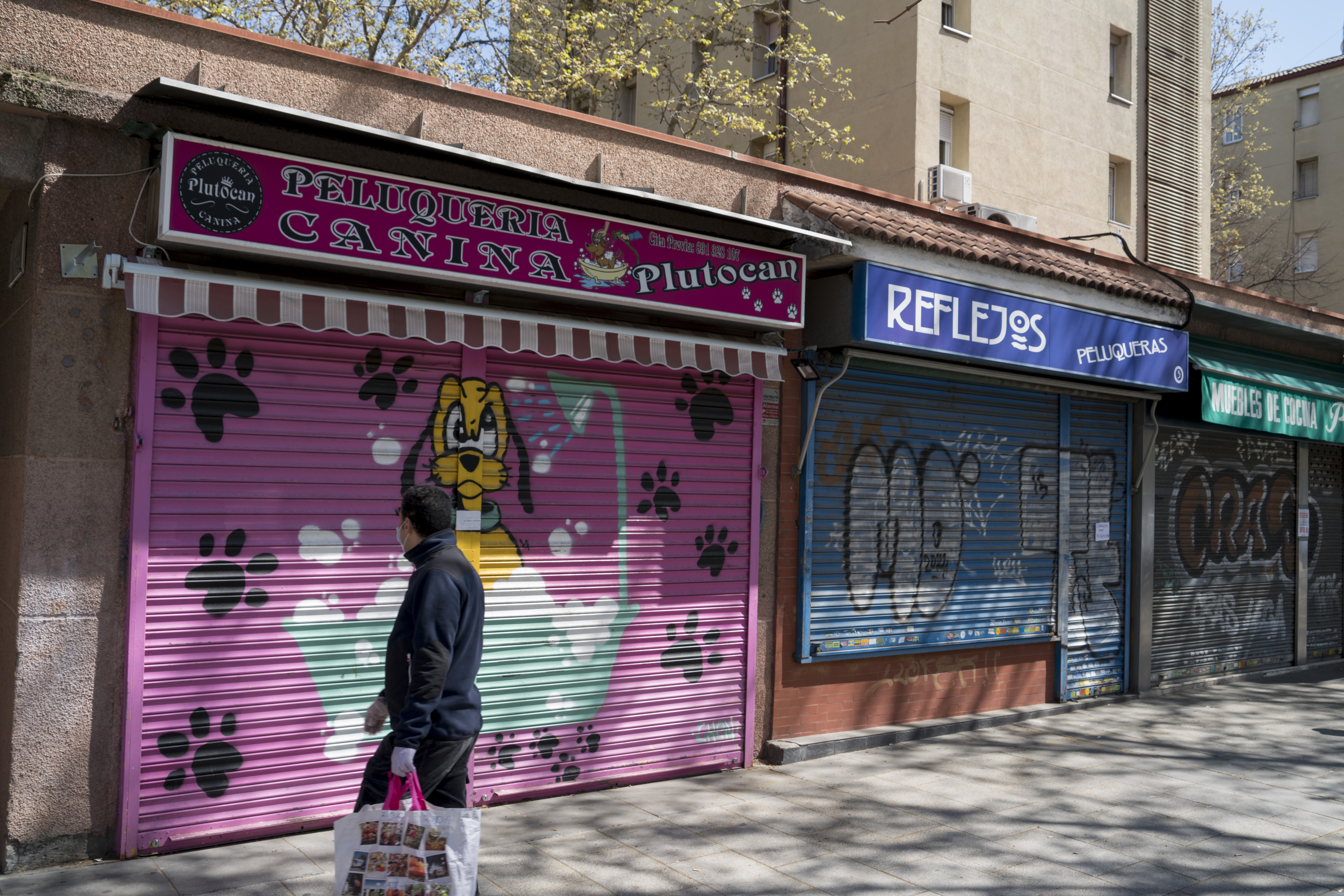
Comercios cerrados en Madrid (29 de marzo de 2020).

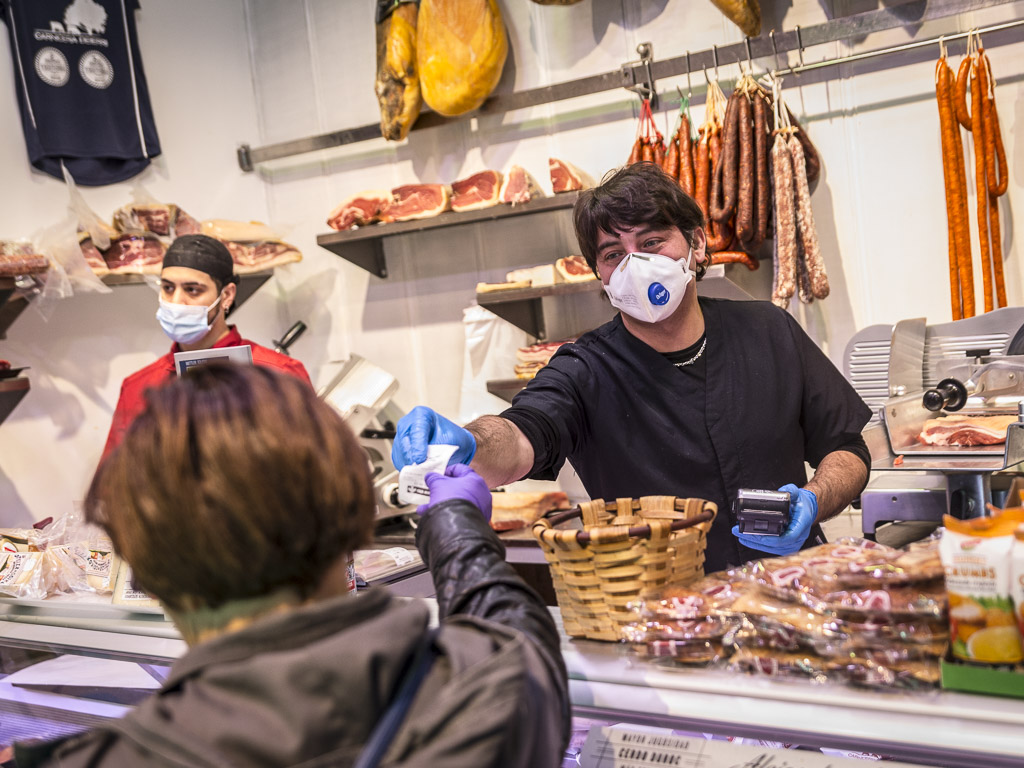
Vendedores de una carnicería en Pamplona con mascarillas (24 de marzo de 2020).

Las medidas de confinamiento frente a la pandemia, según la ministra de Trabajo, Yolanda Díaz, provocaron la destrucción de 816 767 empleos entre marzo y el mayo de 2020. Unos 1,14 millones según las estadísticas de afiliación a la Seguridad Social, además de unos 3,38 millones de trabajadores se habían visto afectados por un ERTE a finales de abril.
La declaración del “estado de alarma” aceleró la “hibernación” de los sectores económicos no esenciales. El gobierno "estimuló a las empresas para que diesen prioridad al trabajo desde casa (teletrabajo) lo que posibilita que madres y padres puedan ejercer su profesión y al mismo tiempo atender a sus hijos y al hogar". El Consejo de Ministros aprobó el 29 de mayo el Ingreso Mínimo Vital, una prestación no contributiva de la Seguridad Social para mejorar la economía de aquellas familias que no lleguen a unos umbrales mínimos de renta debido a la crisis del coronavirus. El Servicio Público de Empleo Estatal desembolsó en mayo unos 5 121 millones de euros, un 236,2 % más que el año anterior, para pagar 5 988 572 prestaciones por desempleo. La creación de empresas se desplomó un 73,4 % en abril, su mayor caída desde 1995. Por otro lado, las disoluciones empresariales disminuyeron un 75,1 % en abril en tasa interanual según el INE.
El 35,7 % de empleados públicos de la Administración General del Estado (AGE) trabajaron de forma presencial, mientras que el 55 % lo hicieron por teletrabajo, según datos del Ministerio de Política Territorial y Función Pública. Por otro lado, el 1,36 % se encuentran en situación de aislamiento en junio, un 153 % menos que en abril y un 72,41% menos en abril. Según una encuesta de la Universidad de Valencia, el 64,7 % de los encuestados vieron afectado su rendimiento laboral por el confinamiento. Según el portavoz de la Confederación Española de Comercio (CEC), Carlos Moreno Figueroa, las previsiones serían un cierre de 100 000 tiendas en España, un 20% del total. Casi un 60 % de las empresas aplicaron algún tipo de ERTE para aliviar los costes por la parálisis del negocio.
Al confinamiento se estableció en el artículo 5 del Real Decreto Ley 08/2020el carácter “preferente” del teletrabajo con el fin de reducir los contagios. Dicha medida se prorrogó hasta el 21 de septiembre de ese mismo año. En 2020 el empleo en remoto creció del 5% al 37%.
Los beneficios por enfermedad para los empleados se redujeron cuando uno de los gobiernos impuso medidas para controlar la propagación del virus, lo que resultó en un aumento del ausentismo en el lugar de trabajo de hasta un 20% más que el promedio. Por lo general, según las leyes laborales españolas, los trabajadores tienen derecho a al menos el 60% de su salario por parte de su empleado en virtud de una licencia temporal por enfermedad. Sin embargo, el gobierno decidió cambiar sus políticas de licencia por enfermedad para reconocer la enfermedad COVID-19 como una enfermedad ocupacional, beneficiando al trabajador al calificar para beneficios más altos bajo esta distinción. Se amplió el plazo para solicitar la prestación por desempleo y se reconoció la prestación a los trabajadores que no habían cumplido el período mínimo normal de cotización.

### En la economía

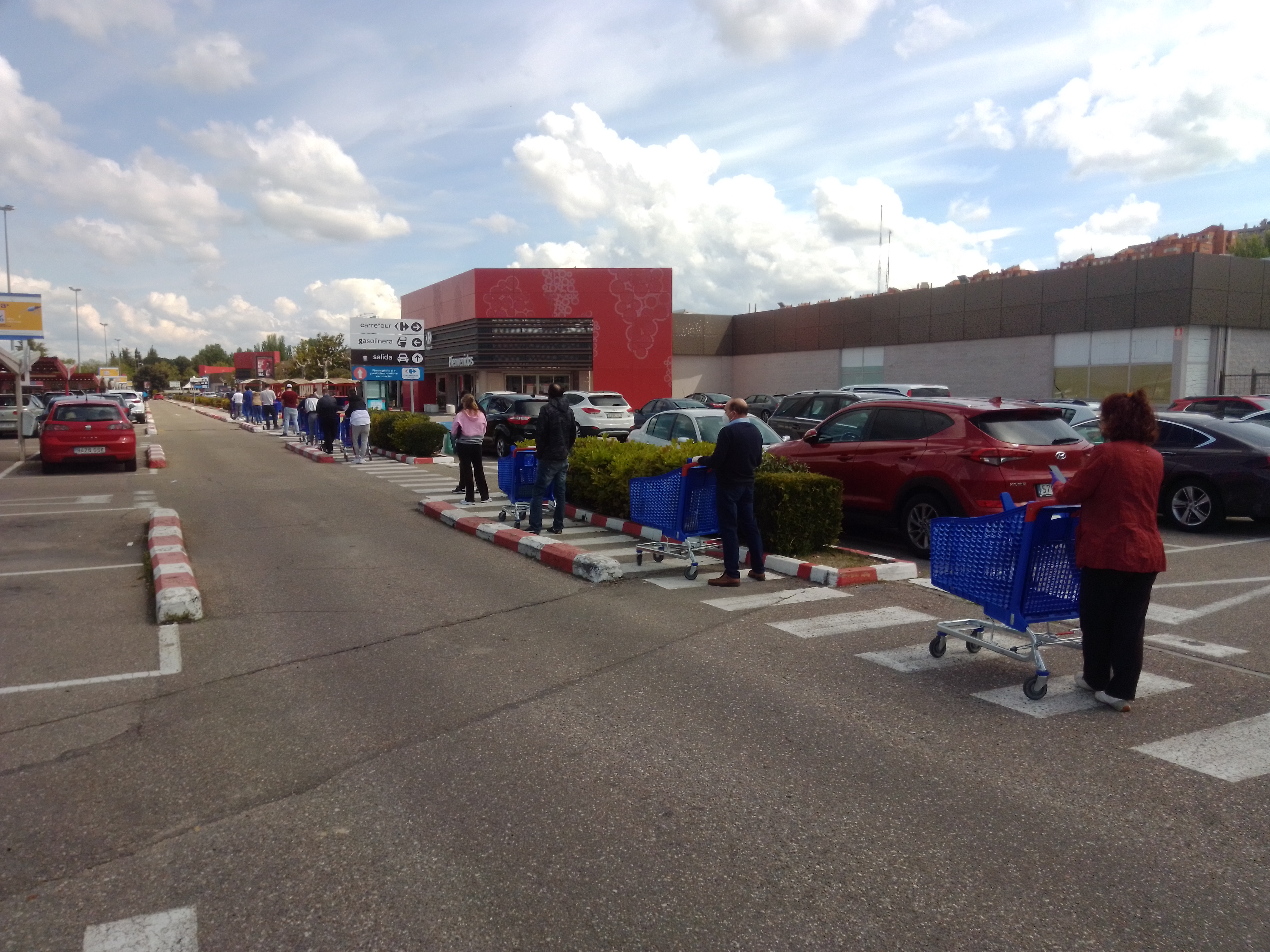
Cola en supermercados de Valladolid (24 de abril de 2020).

El 9 de marzo, el índice bursátil español IBEX 35 cayó un 7,96%, la cuarta mayor pérdida en un solo día de su historia. La pandemia también influyó en la frágil economía y las finanzas de España, y el economista Toni Roldán afirma que el país necesitará 200.000 millones de euros en préstamos del Mecanismo Europeo de Estabilidad.
La paralización de la economía hizo que el PIB español cayese en el primer trimestre del año un 5,2% y el consumo de los hogares un 6,6%. El desplome se agravó en el segundo trimestre, cuando el PIB bajó un 17.8%, el mayor valor desde que se contabiliza este indicador. España fue el país del mundo que sufrió la mayor recesión por culpa de la pandemia, al menos hasta mediados de 2020. Durante el verano, al levantarse las restricciones en la mayor parte del país, el PIB se recuperó un 16,7%, también la mayor subida de toda la serie histórica. En total, al terminar 2020 el PIB era un 11% menor que al comenzar el año.
Según la Fundación de las Cajas de Ahorros (Funcas): "La crisis sanitaria ha provocado un shock económico sin precedentes en tiempos de paz. Se estima que en España el PIB sufrió un retroceso de en torno al 11 % en 2020". Respecto a la tasa de inflación, la media anual fue del -0,3 %. Este resultado negativo "procedió de la fuerte caída de los precios de los productos energéticos, debido, a su vez, al descenso del precio del petróleo".
El índice de producción industrial (IPI) cayó un 11,7 % en marzo y un 33,6 % en abril según el Instituto Nacional de Estadística (INE), superando al 28,4 % de abril de 2009, en plena crisis financiera. Entre estos cayeron la fabricación de vehículos de motor (del 92 %), la confección de prendas (77,2 %), el cuero y el calzado (73,5 %) o de muebles (70,7 %), incluidos alimentación (7,3%) y farmacéutica (0,4%). La Organización para la Cooperación y el Desarrollo Económicos (OCDE) sitúa a España a la cabeza del desplome económico mundial con una caída del 14,4%.
Según datos de Acotex, las ventas de prendas de moda descendieron un 80,5 % en abril y se desplomaron un 72,6 % en el mes de mayo. La empresa textil Inditex registró sus primeras pérdidas de su historia, siendo de 409 millones de euros, frente a los 734 millones de beneficio, en el primer trimestre del año por el coronavirus. El comercio minorista en la Unión Europea se desplomó un 7,6 % el pasado marzo y un 18 % en abril. Los sectores más afectados fueron el textil, que cayeron un 54 % en marzo y un 21 % en abril. Sin embargo, las ventas de alimentos, alcohol y tabaco registraron un incremento del 5 % en marzo.
La Bolsa española cayó un 14,06% el 12 de marzo y cayó otro un 31% el 16 de marzo, en medio de un colapso general de los mercados mundiales. Posteriormente, los precios de las acciones de empresas españolas recuperaron parte de su valor. Al terminar el año el índice Ibex 35 estaba todavía un 15% por debajo de su valor en enero de 2020 mientras que los mercados de otros países como Estados Unidos y de Alemania habían subido a máximos históricos. No obstante, el patrimonio bursátil de los 100 españoles más ricos han mejorado al comparar las cifras publicadas por Forbes 2019. La fortuna empresarios como de Amancio Ortega creció un 17,42 %; la de Rafael del Pino, mejora un 40 %; Florentino Pérez un 41,6 %, y la de Miguel Fluxà Rosselló un 50 % durante la pandemia. Los cesta de la compra en los hogares españoles incrementaron en abril un 32,5% a consecuencia del confinamiento por la pandemia según el Ministerio de Agricultura, Pesca y Alimentación. La pandemia potenció la venta de medicamentos por internet hasta un 400 %, en detrimento del consumo en farmacias. Según un informe de Oxfam, 23 milmillonarios aumentaron el valor de su riqueza en 19 200 millones de euros y la tasa de pobreza se elevaría al 23,1%, pudiendo aumentar el número de pobres en España en más de 700 000 personas. Las regiones más afectadas serían Baleares, Castilla y León, Aragón y Cataluña.
El impacto afectó de forma desigual por cada sector. Los más afectados fueron: "hostelería, transportes y cultura, seguidos del comercio, mientras que la industria y la construcción, aun sufriendo una fuerte caída en su actividad, esta ha sido menos intensa". El sector de planificación de bodas también sufrió grandes pérdidas, que se calculan de unos 3 500 millones de euros, más de la mitad de la facturación habitual. Según los datos de la Corporación de Reservas Estratégicas de Productos Petrolíferos (Cores), el consumo de combustibles cayó un 59 % en abril. En el sector de vivienda, provocó una caída en la firma de hipotecas del 18,4% en abril respecto al mismo mes del año pasado. El número de créditos para viviendas inscritoso en los registros de la propiedad se situó en 23 840, la cifra más baja en un mes de abril desde 2017, según el INE.
Los líderes españoles han pedido "bonos corona", similares a los eurobonos propuestos pero nunca implementados, para ayudar al país a recuperarse de la epidemia. En 16 de junio el Gobierno aprobó un fondo para las autonomías de 16 000 millones de euros no reembolsables destinados a la crisis causada por el coronavirus, con un reparto de 9000 millones para sanidad, 2000 millones para educación y otros 800 millones para transporte. En marzo, abril y mayo, el número de prestaciones contributivas se redujo como consecuencia de la crisis del coronavirus. El sistema de la Seguridad Social abonó en junio 9.754.740 pensiones. Durante la nueva normalidad, se decretó la suspensión temporal de la empresa hortofrutícola La Espesa debido a rebrotes de coronavirus en las localidades aragonesas de Zaidín, Fraga, Binéfar, Tamarite y Monzón.
Las empresas Seat y Renault se dedicaron a la producción de respiraderos. Inditex, Mango y Repsol donaron mascarillas y gel hidroalcohólico a personal sanitario.

### En el turismo

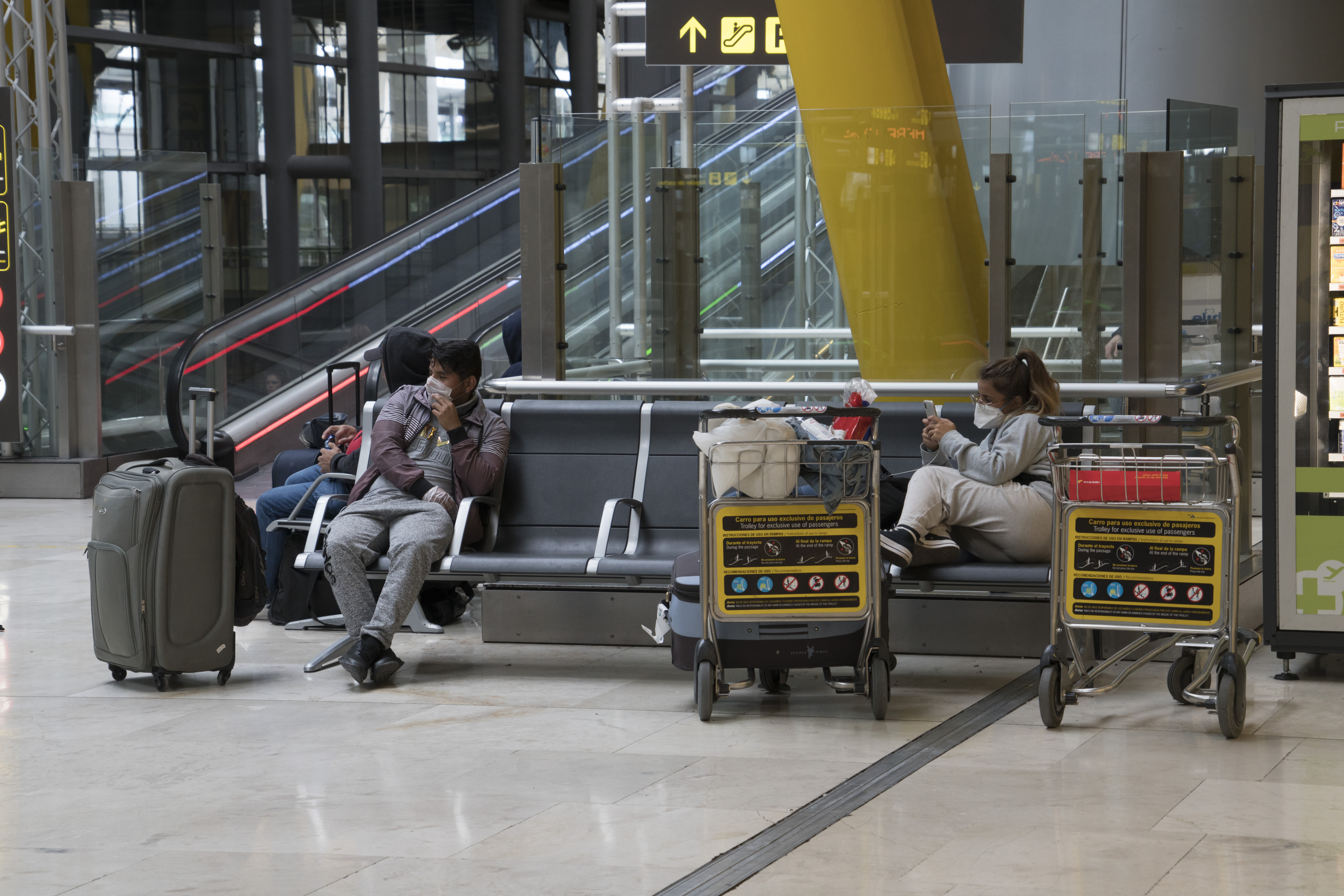
Aeropuerto Adolfo Suárez Madrid-Barajas (24 de marzo de 2020).

El sector turístico de España se vio muy afectado, con una caída del 98% en las llegadas de turistas internacionales, en comparación con 2019, cuando se registró como el segundo país con más llegadas de turistas del mundo. En cuanto a las tasas de ocupación hotelera, solo se registró una ocupación del 27%. Unos 43 694 viajeros internacionales llegaron a España en mayo, un 99,5 % menos que en el mismo mes del año anterior. Las pernoctaciones en hoteles bajaron en mayo un 99,2 %. El sector turístico de España representa el 12% del PIB, lo que hace que esta crisis sanitaria tenga un grave impacto en la economía del país.

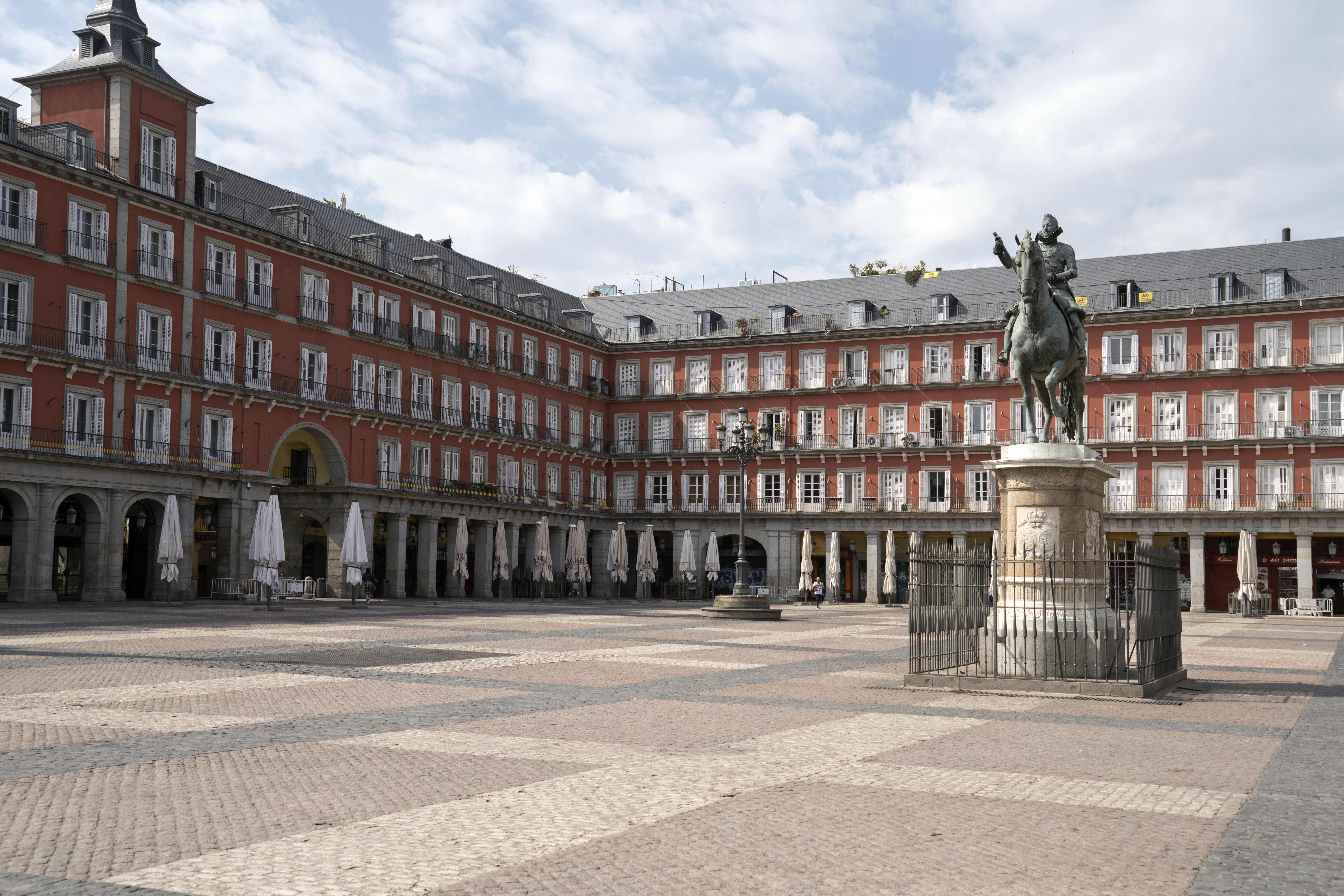
Plaza Mayor de Madrid vacía (15 de marzo de 2020).

Estas pérdidas fueron, tan solo en Tenerife, de unos 4 200 millones de euros. La Operación Paso del Estrecho (OPE) que permite el viaje desde toda Europa hasta el Magreb se retrasó a consecuencia de las restricciones por la pandemia. La cancelación de diferentes eventos multitudinarios tuvo un gran impacto económico: en Valencia la cancelación de las Fallas y de La Magdalena supuesto pérdidas acumuladas de 700 millones de euros, y la cancelación del Día Internacional del Orgullo LGBT en Madrid trajo consigo pérdidas estimadas en 200 millones de euros. Los locales de ocio se vieron obligados a reducir su aforo y aumentar sus costes con medidas de higiene y seguridad sin precedentes. El Comité Organizador del Orgullo Estatal LGBTI trasladó de manera virtual la celebración al 1 y 5 de julio. Los residentes en España viajaron un 30,2% menos hasta marzo y gastaron un 22,6% menos que en 2019.
El Ministerio de Cultura ordenó el 10 de marzo el cierre de sus edificios en Madrid, incluidos el Museo del Prado, Reina Sofía, Thyssen, la Filmoteca Española, los museos Arqueológico y Antropológico, así como la Biblioteca Nacional y el Palacio Real, entre otros. La Sagrada Família de Barcelona también cerró para turistas y trabajadores de la construcción. La Feria de Sevilla se pospuso a septiembre por primera vez en su historia.
En el 18 de junio de 2020 se lanzó la campaña Spain for sure ('España seguro' o 'España, por supuesto', en inglés) para atraer a turistas extranjeros. El 18 de junio, la ministra de Exteriores, Arancha González, anunció el permiso de ciudadanos británicos y de países de la Unión Europea sin necesidad de cuarentena para el 21 de junio. La Generalidad previó una la caída turística en la comunidad del 41 % y un 53 %, con un cierre del 30% de las tiendas. La consejera de Salud de la Generalidad, Alba Vergés, declaró la intención del Gobierno catalán en instalar centros de cuarentena para controlar y gestionar la llegada de turistas que puedan estar contagiados.
En 22 de junio, llegaron un centenar de vuelos tras la apertura de las fronteras nacionales con el resto de países europeos. Los viajeros pasan por tres tipos de controles para evitar contagios. En cuanto al 90% de las familias españolas optan por pasar sus vacaciones veraniegas en un destino nacional, ya sea por la península o en las islas, en lugar de viajar al extranjero, surgiendo la iniciativa #EnFamiliaPorEspaña.

### En la sanidad

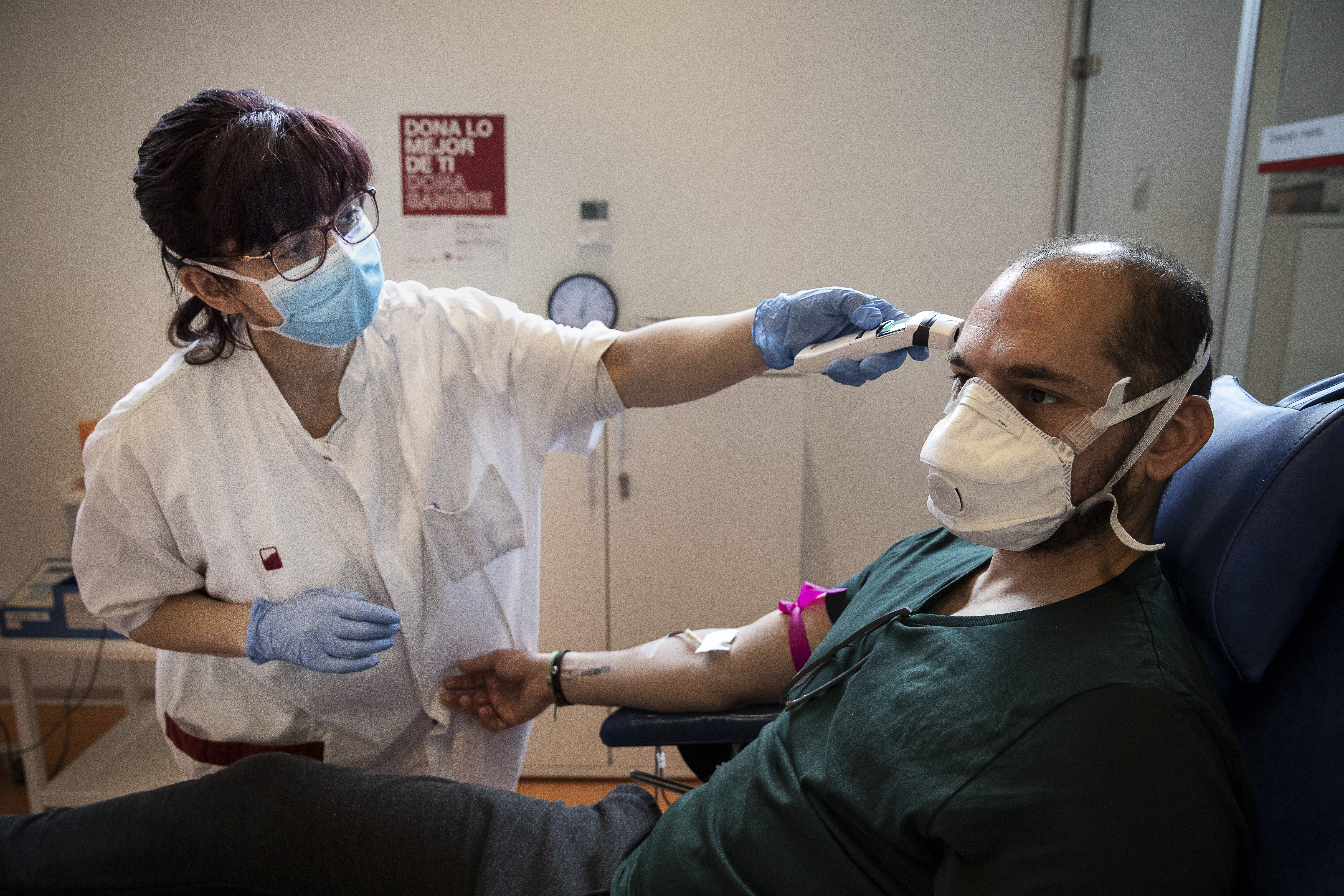
Donante de sangre en el Hospital de la Santa Cruz y San Pablo, Barcelona (24 de marzo de 2020).

Entre el 17 de marzo y el 14 de abril, la tasa de mortalidad en España fue un 68% superior a la habitual y se produjeron 21.882 muertes en exceso, observándose la gran mayoría de la mortalidad en exceso entre los mayores de 74 años. El pico de exceso de muertes se produjo durante la semana del 27 de marzo al 3 de abril y fue cinco veces mayor que la temporada de gripe de 2019.

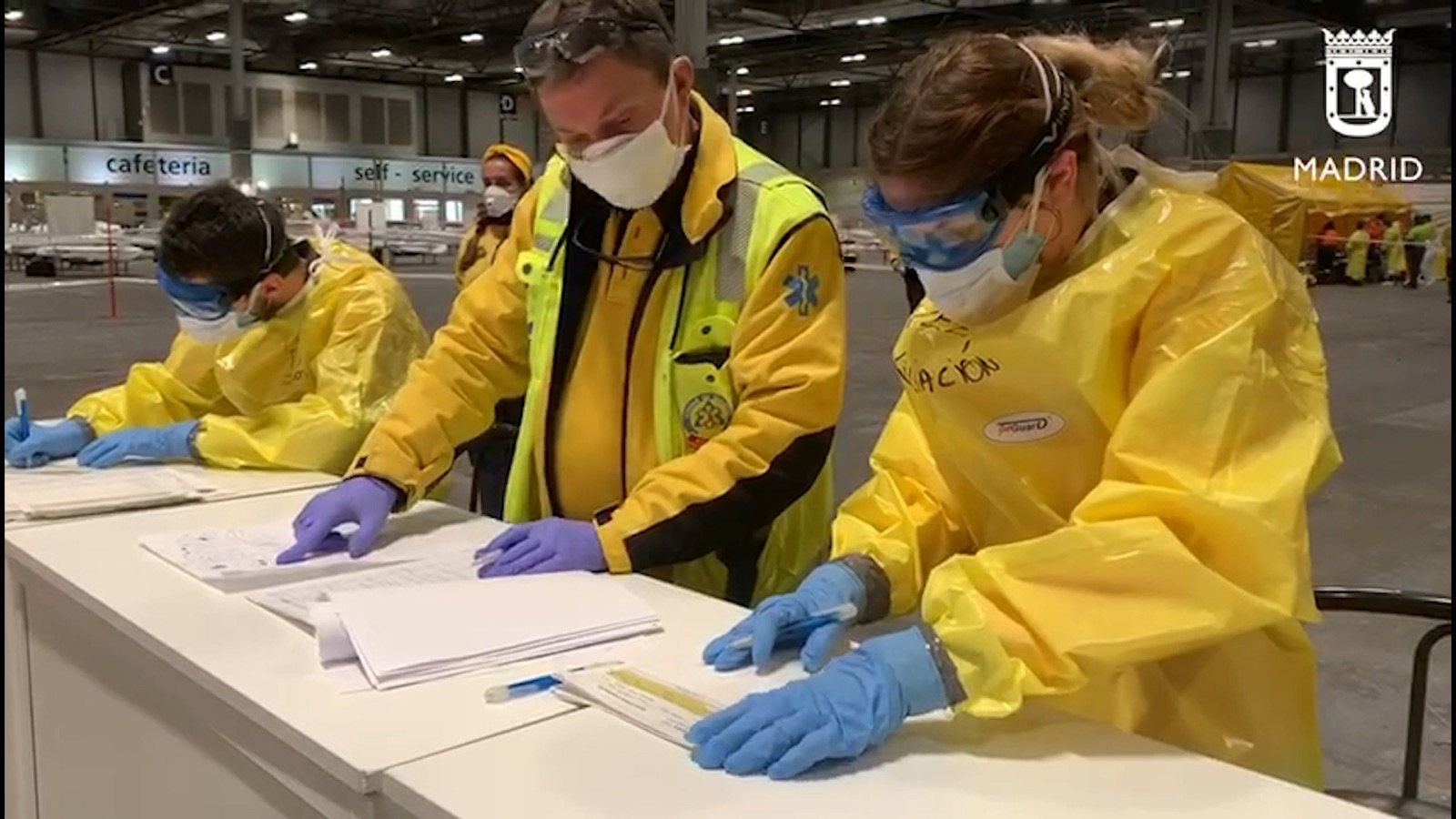
El personal sanitario de Madrid Salud en el hospital de IFEMA (25 de marzo de 2020).

A pesar de todas las medidas adoptadas por el gobierno, el número total de casos en las dos primeras semanas del primer estado de alarma fue muy alto, lo que saturó los servicios médicos y de cuidados intensivos, además de la falta de equipamiento como respiradores y protección para los sanitarios, cuya importación en tiempos de mucha demanda se hizo muy complicado. La consejera catalana de Salud, Alba Vergés, aseguró en el Parlamento de Cataluña que la pandemia había provocado el aplazamiento de 70 000 operaciones quirúrgicas y se habían realizado unas 34 000 intervenciones urgentes, la mitad que se hicieron en el mismo periodo el año anterior. El 23 de marzo, The Guardian informó de que los hospitales del área de Madrid estaban siendo desbordados por pacientes con coronavirus. Per cápita, España tiene solo un tercio de las camas hospitalarias que Alemania y Austria. A 28 de marzo, la carga en las unidades de cuidados intensivos por caso confirmado era de 7,8, casi tan alta como la de Italia y muy por encima de cualquier otro país europeo. A 31 de marzo, las unidades de cuidados intensivos de Cataluña, Madrid, Castilla-La Mancha y Castilla y León estaban al 80% de su capacidad o más, a pesar de los esfuerzos por triplicar el número de camas disponibles; La mayoría de los pacientes tenían coronavirus. Después del 1 de abril, algunos hospitales de Madrid experimentaron un pequeño descenso en el número de pacientes en cuidados intensivos, mientras que otros se mantuvieron estables o siguen aumentando. El número de pacientes en cuidados intensivos en Galicia, Asturias y Castilla-La Mancha también descendió. En Castilla y León, Cataluña y Valencia se mantuvo estable, mientras que en Aragón y Andalucía alcanzó su punto máximo más tarde. El número de pacientes en cuidados intensivos en las comunidades autónomas con más casos alcanzó su pico en los primeros días de abril.
Los barrios de bajos ingresos de Barcelona tienen una tasa de infección siete veces superior a la de los barrios más ricos. Parte de la razón es que los trabajadores esenciales, que han seguido yendo a trabajar a pesar de la epidemia, probablemente trabajen en empleos de baja calificación, como supermercados o cuidado de ancianos. Además, muchos cuidadores son inmigrantes, que carecen de acceso a las prestaciones por desempleo y viven en algunas de las viviendas de menor categoría. Las personas sin hogar también están en riesgo y las organizaciones benéficas que las ayudan se vieron obligadas a cesar sus operaciones debido a la enfermedad.
Las medidas de austeridad, promulgadas por el anterior gobierno de Mariano Rajoy, que recortó miles de millones de euros de los presupuestos sanitarios, fueron culpadas por algunos expertos de reducir la capacidad del sistema sanitario. El gasto sanitario en España es del 5,9%, por debajo de la media de la UE, que es del 7,5%. Antes de la epidemia de coronavirus, algunos médicos estaban desempleados o habían emigrado en busca de trabajo. Ahora, los trabajadores de la salud jubilados están siendo llamados de regreso al trabajo y los estudiantes de medicina están siendo reclutados para realizar algunas tareas. La privatización de hospitales llevada a cabo durante el mandato de Rajoy ha socavado los esfuerzos para coordinar la respuesta a la crisis.

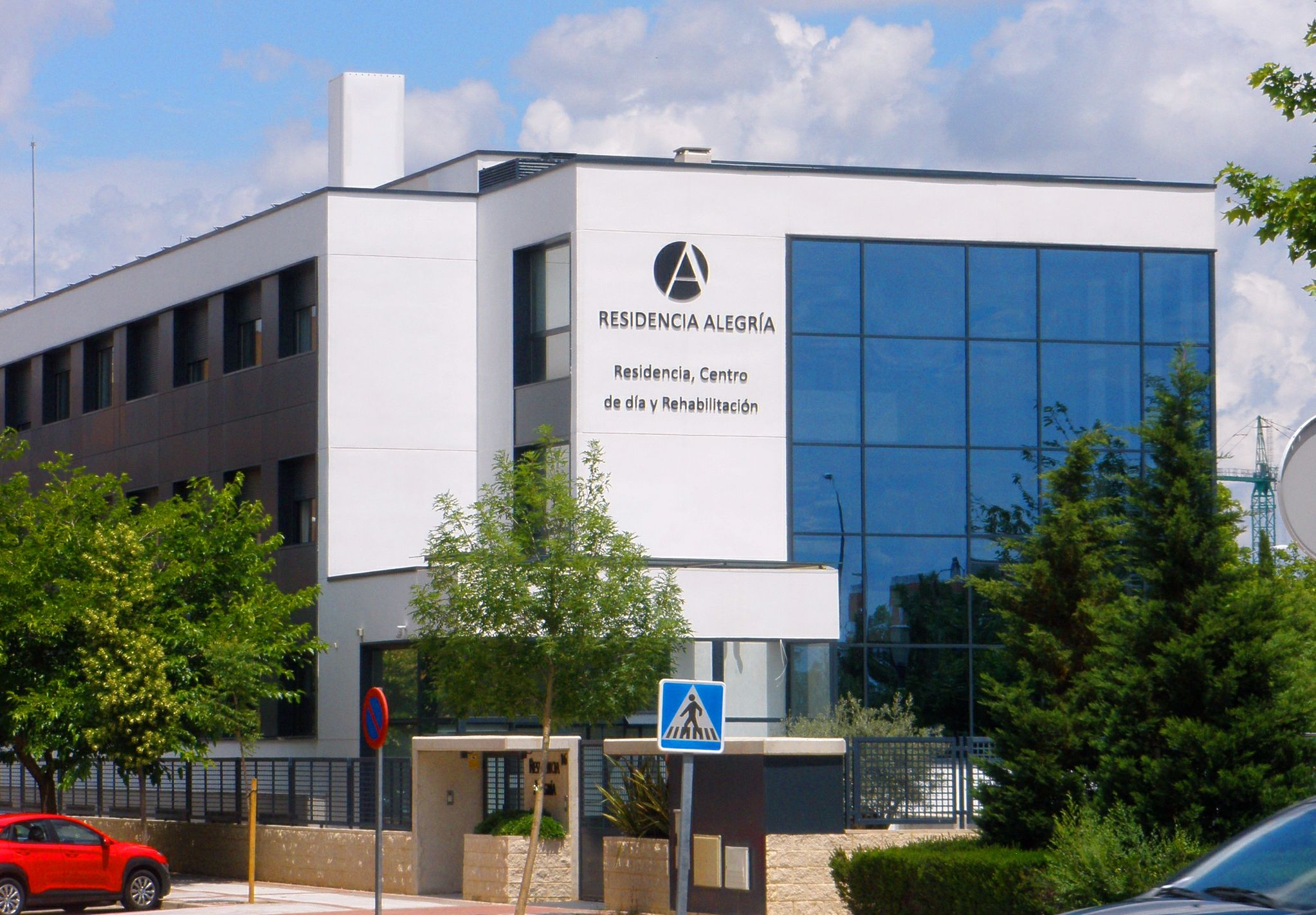
Una residencia de la tercera edad en Alcobendas, Madrid. La mortalidad en las residencias en Madrid "la media diaria de muertes en los centros de cuidado alcanzó en marzo de 2020 un número 15 veces mayor al promedio pre COVID".

Las residencias de la tercera edad también fueron afectadas debido al "desconocimiento entre la población sobre el funcionamiento de la enfermedad". Se estimaron más de 16.000 muertes en los geriátricos durante los primeros meses en todo el país. Estudios que analizaron el porcentaje de mortalidad de residencias cuyos internos excluidos de la atención hospitalaria con síntomas de infección respiratoria "tenían más o similar probabilidad de morir que aquellos que fueron derivados al hospital". Muchas residencias carecían de personal suficiente por ser empresas privadas y los residentes no necesariamente pueden permitirse la atención suficiente. Miles de trabajadores de cuidado de ancianos han sido infectados y algunos hospitales se negaron a admitir a los enfermos de las residencias de ancianos. En algunas residencias de ancianos, los ancianos fueron encontrados abandonados en sus camas por los soldados españoles que montaban una respuesta de emergencia. La ministra de Defensa, Margarita Robles, dijo que cualquier persona culpable de negligencia será procesada. Para el 18 de abril, 38 residencias estaban bajo investigación. Fue especialmente perjudicada la Comunidad de Madrid bajo el Gobierno de Isabel Díaz Ayuso, donde la Consejería de Sanidad "asumía el mando único", debido a protocolos que "obstaculizaban el traslado de miles de ancianos", optando por no hospitalizar a residentes contagiados. Durante la primera ola de la pandemia, la mortalidad por COVID-19 en residencias se disparó en Madrid al 47% con unos 7.291 fallecidos, unas cuatro veces más que en otras comunidades. Alrededor del 19% de los ancianos que vivían en los centros de convalecencia de la Comunidad de Madrid murieron. Dichas mediadas fueron coloquialmente llamadas como "protocolos de la vergüenza" y fueron protestado por Amnistía Internacional como violación de derechos humanos de los residentes.
Una investigación realizada por varias universidades españolas llegó a la conclusión de que el confinamiento ha aumentado el malestar psicológico del 46 % de los españoles mayores de edad. Según una encuesta de Salud Madrid, la tasa de población que sufría de soledad no deseada en dicha ciudad se ha situado en un 16,6 %, cuando normalmente es de un 10%. Este aumento ha sido mayor en los mayores de 65 años y en las mujeres entre 30 y 44, grupos en los que prácticamente se ha duplicado.
La comunicación positiva de los padres con sus hijos aumentó un 70 % durante el confinamiento, además de haber encontrado mayor conciliación familiar y en el trabajo según un estudio realizado por la Universidad CEU San Pablo. No obstante, el 88,9 % de los padres constataron cambios emocionales como dificultad de concentración, desinterés, irritabilidad, nerviosismo, soledad y preocupación en el comportamiento de sus hijos debido al confinamiento según un informe de Unicef que recoge estudios de la Universidad Miguel Hernández y la Università degli Studi di Perugia. Unos 1,5 millones de personas abandonaron el ejercicio físico según un estudio de la Fundación España Activa realizado por la Universidad Rey Juan Carlos (URJC).

### En la movilidad

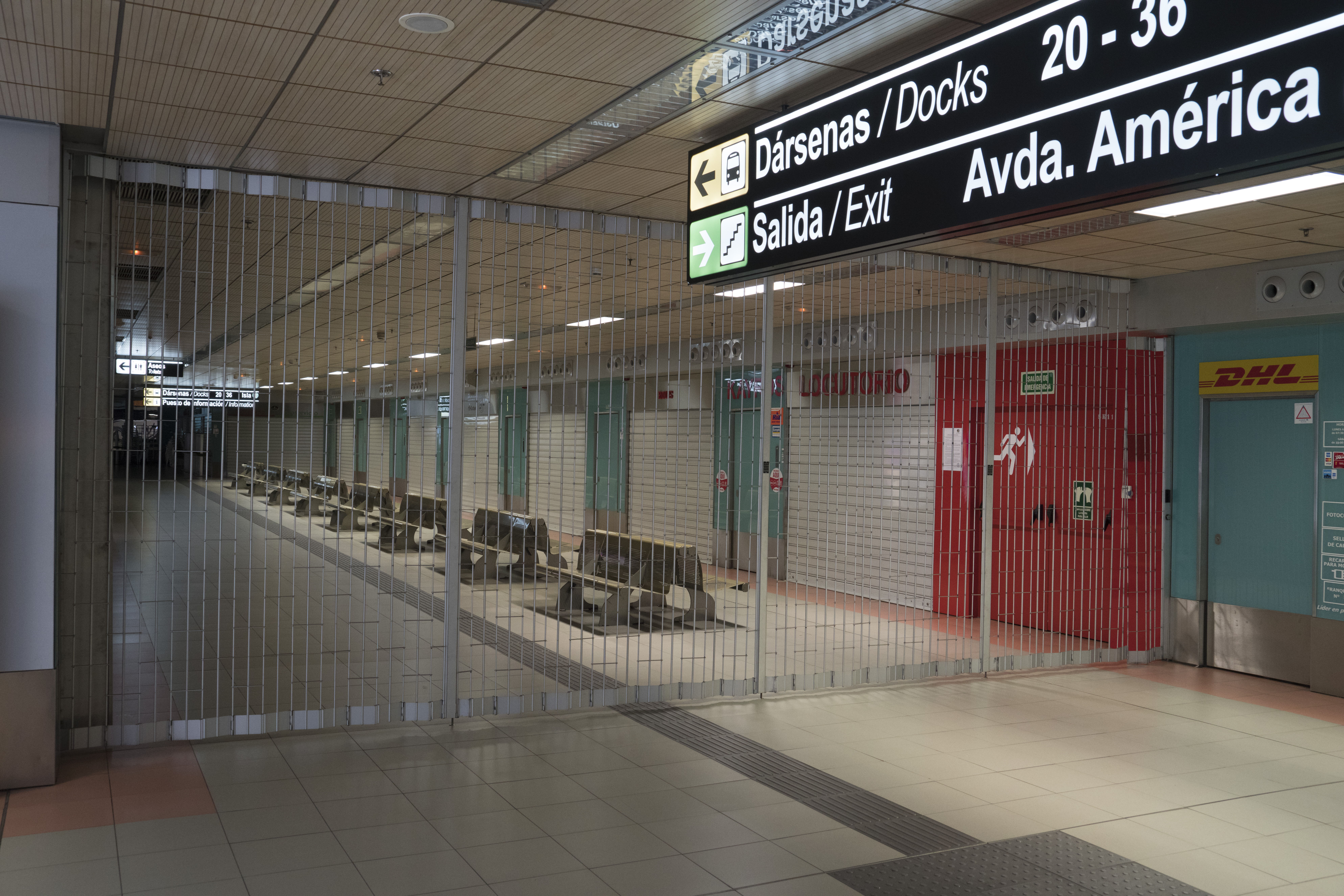
Estación de Avenida de América de Madrid durante el confinamiento (29 de marzo de 2020).

Pese a que se considere que el uso de transporte público con medidas de protección es seguro, el 89 % de los españoles declaran que evitarían el transporte público si pudieran. Esto se ha traducido en un mayor tráfico rodado en las grandes ciudades: en Madrid el Ayuntamiento prevé que entre el 10 y el 13 % de los usuarios del transporte público pasen a usar el coche. El uso de la bicicleta también ha aumentado al principio de la desescalada, con el servicio madrileño de bicicleta compartida BiciMAD adquiriendo 8785 abonados entre el 22 de abril y el 19 de mayo, una subida del 14,4 %. No fue hasta la entrada de la fase 2 que el metro, cercanías y las líneas de autobús del transporte público madrileño recuperaron todos los asientos disponibles para sus usuarios.
Según los datos del Instituto Nacional de Estadística, el número de usuarios del transporte público cayó en abril un 91,4 % interanual. La mayor incidencia se dio en el transporte aéreo, que bajó un 99 % con 37 000 viajes en abril. La caída fue del 90,7 % en autobús, del 90,5 % en ferrocarril, del 90,9 % en metro y del 91,5 % en autobús urbano.
A partir de datos públicos procedentes del Instituto Nacional de Estadística y del Catastro se ha desarrollado una metodología para analizar la relación entre la disminución del número de viajeros durante el confinamiento por COVID-19 y las características de las áreas de influencia de las paradas de autobús (ingresos medios de la población, densidad de población de la zona, tipo de usos del suelo). La aplicación de esta metodología en una ciudad de tamaño medio como La Coruña ha demostrado que las zonas con mayor demanda del transporte público, en comparación con años anteriores, han sido aquellas cuyos habitantes tienen menores ingresos medios, zonas con alta densidad de población y áreas con altas proporciones de uso de suelo dedicado a hospitales, oficinas o supermercados.
Tras el fin del primer estado de alarma el 21 de junio de 2020, toda España pasó a la 'nueva normalidad' con la libre movilidad interna. Durante ese día se registró un tráfico tranquilo según los datos de la DGT. El tráfico se recuperó durante el 22 de junio la circularon de 1 358 302 vehículos por las carreteras españolas, un 2,13% más que en un día normal de febrero.

### En la penalidad

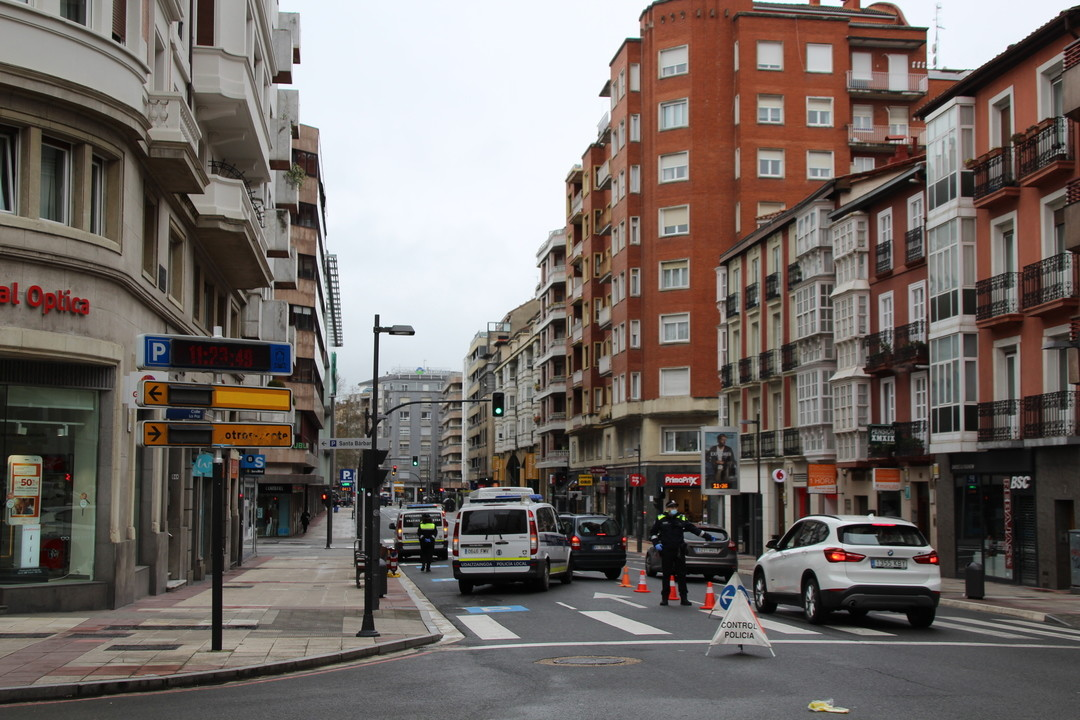
Control policial en Vitoria durante el estado de alarma (17 de marzo de 2020).

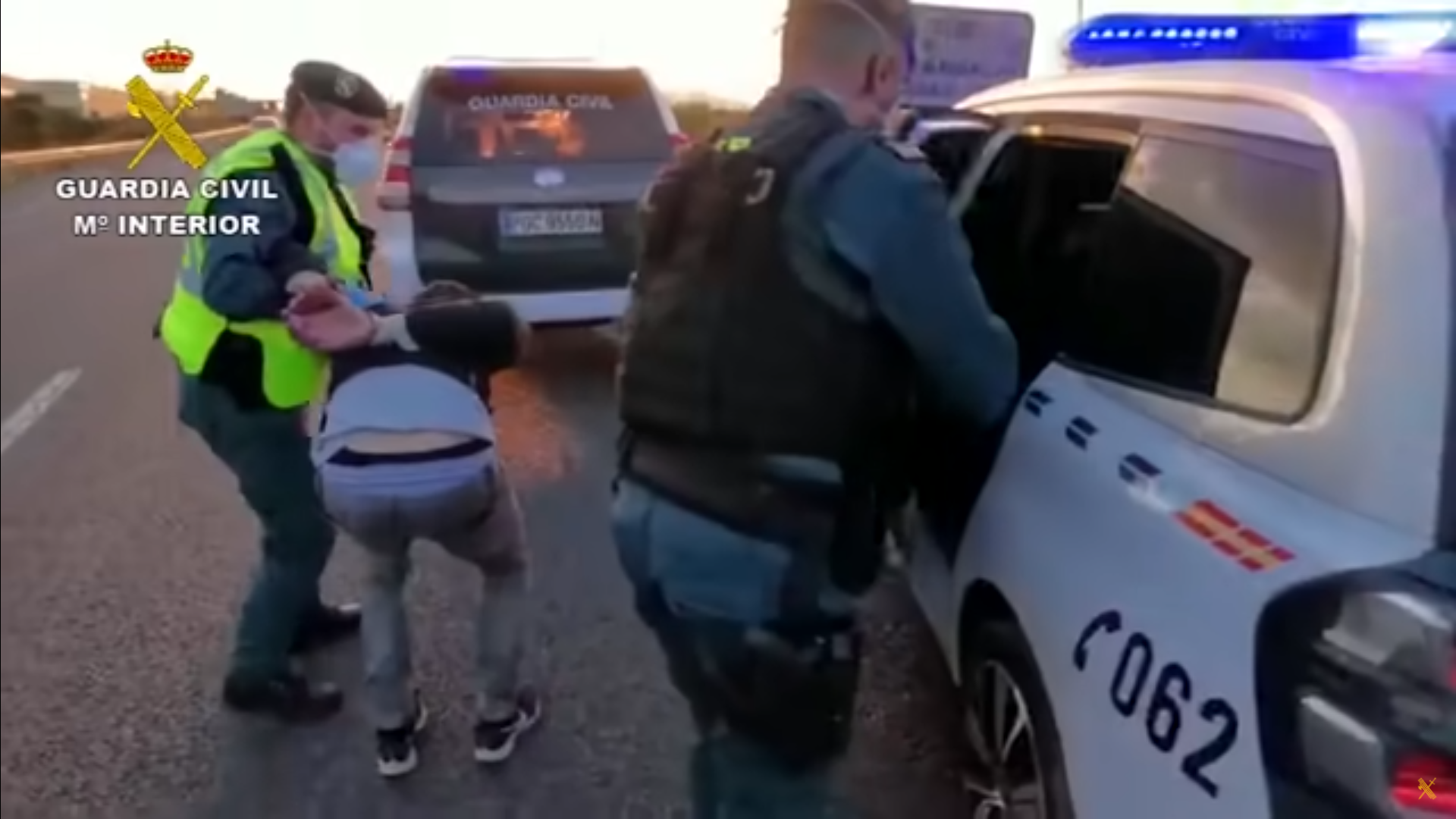
Ocupantes de un vehículo detenidos por evadir un control de confinamiento (31 de marzo de 2020).

Con el fin del primer estado de alarma, un total de más de 9.000 detenidos y casi 1,2 millones de sanciones fueron realizadas durante la pandemia. Las comunidades de Madrid, Andalucía y Comunitat Valenciana han acaparado casi la mitad de todas las infracciones. La violencia hacia menores y el juego de póquer y casinos en línea también aumentó debido al confinamiento. El coronavirus provocó un aumento de la ciberdelincuencia. Estafas phishing que imitaban al Ministerio de Sanidad se dirigieron a usuarios de WhatsApp. La Policía Nacional descubrió 12.000 sitios web fraudulentos dirigidos a españoles.
La Guardia Civil realizó 50.000 acciones humanitarias y desplegó 900.000 dispositivos para evitar reuniones y desplazamientos injustificados y ha protagonizado 91.000 intervenciones en casos de violencia de género. Los casos de maltratos a personas mayores en la provincia de Barcelona se duplicaron durante el confinamiento según la Diputación de Barcelona. Durante el mes de abril fueron asesinados tres indigentes en Barcelona. "La Fiscalía llegó a abrir, en todo el país, más de 500 diligencias entre lo penal y lo civil, más de la mitad archivadas tres años después".
Un empresario fue detenido por presuntamente robar 5 millones de euros en material médico. Otras compañías vendían falsas curas milagrosas con agresivas campañas de marketing. Algunas empresas están vendiendo suministros esenciales, como mascarillas o desinfectante de manos, con un alto margen de beneficio, lo que da lugar a denuncias de aumento abusivo de precios.
En 2024, se comenzó la investigación de la Operación Delorme en torno a Koldo García Izaguirre, un asesor y chófer y José Luis Ábalos, entonces ministro de Fomento, por corrupción al formar parte de una presunta «organización criminal» para lucrarse con nueve contratos públicos de compra de mascarillas, valorados en 54 millones de euros.
Respecto al alto número de fallecidos en residencias madrileñas, la Audiencia de Madrid reabrió en 2023 una investigación contra la presidenta de la Comunidad de Madrid, Isabel Díaz Ayuso, y sus consejeros de Sanidad, Enrique Ruiz Escudero; y de Justicia e Interior, Enrique López, "sobre responsabilidad penal en la muerte de siete mayores en una residencia del distrito de Ciudad Lineal al no ser derivados al hospital durante la pandemia". En 2024 se realizó una macro denuncia contra el gobierno de Ayuso ante la Fiscalía realizada por 109 familias de los fallecidos en geriátricos de la región.

### En la educación

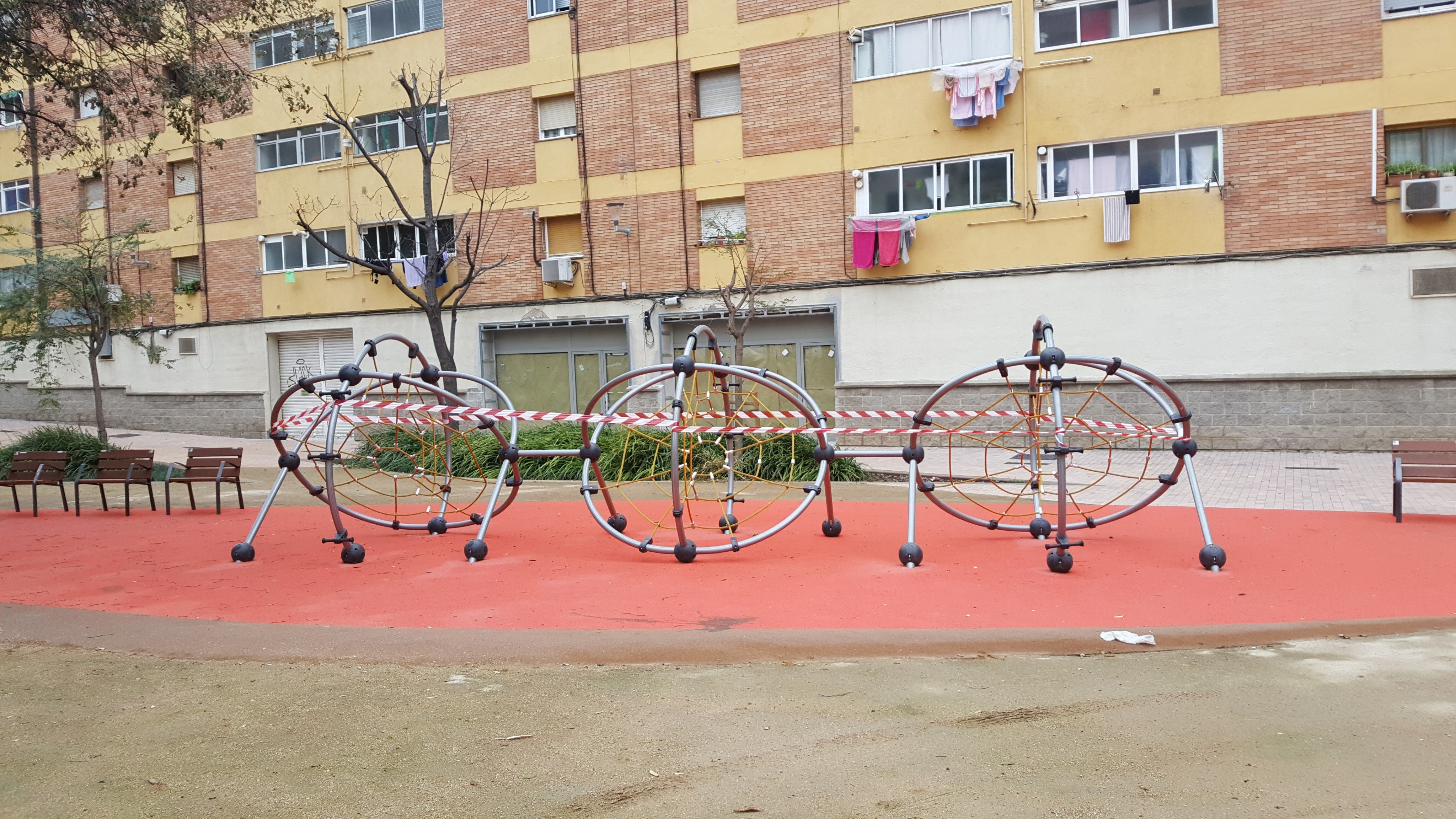
Parque infantil cerrado en San Martín, Barcelona (18 de marzo de 2020).

Tras decretarse el estado de alarma, cerca de 10 millones de estudiantes de todos los ciclos educativos se vieron obligados a seguir con su formación a distancia mediante clases en línea. Catorce comunidades autónomas acordaron con el Ministerio de Educación y Formación Profesional conceder el título de bachillerato a los alumnos que tuvieran hasta una materia suspensa. Radio Televisión Española (RTVE) y el canal La2 de Televisión Española (TVE) incluyeron una programación especial para los estudiantes.
El 9 de marzo de 2020, Isabel Díaz Ayuso anunció la suspensión de clases en la Comunidad Autónoma de Madrid en todos los niveles educativos debido al fuerte aumento de casos en la región, que afectó a 1,5 millones de alumnos. El Gobierno Vasco cerró todos los colegios de los municipios de Vitoria y Labastida. Una guardería de Barcelona fue clausurada después de que un trabajador diera positivo. El 10 de marzo, la Conferencia de Rectores de las Universidades Públicas de Madrid (CRUMA) retrasó dos semanas el calendario académico, incluidas clases, exámenes e inscripciones; y el gobierno de La Rioja suspendió las clases por dos semanas.

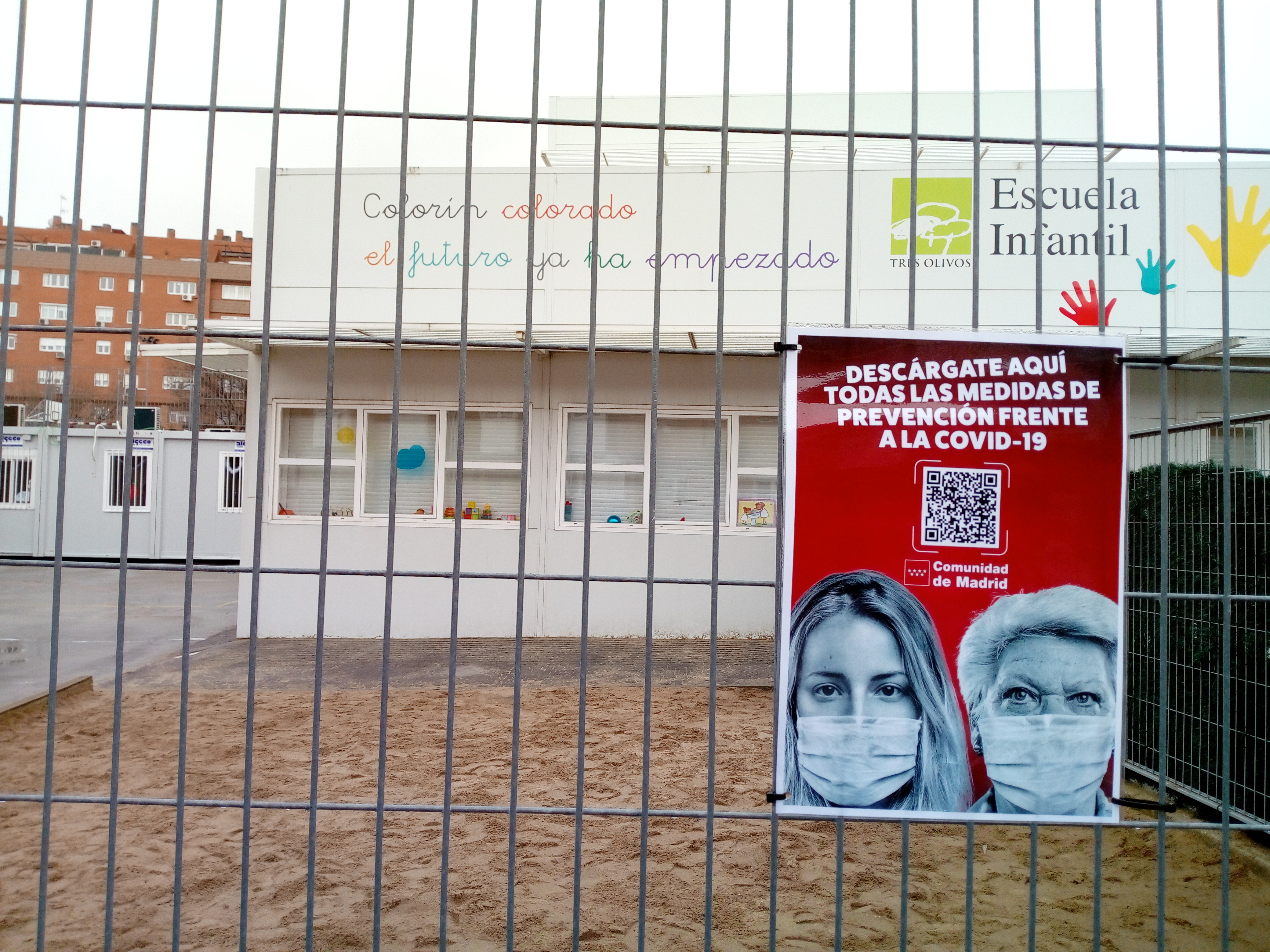
Cartel de prevención frente a la pandemia de covid-19 en el exterior de la escuela infantil del Colegio Tres Olivos, en Madrid,

El 11 de marzo, la consejera de Sanidad del Gobierno Vasco, Nekane Murga, anunció el cierre de todos los colegios de Álava, después de que 12 alumnos fueran diagnosticados con coronavirus; la medida afectó a más de 60.000 estudiantes. El 12 de marzo, las Comunidades Autónomas de Murcia, Galicia, Cataluña, País Vasco, Asturias, Aragón, Canarias, Castilla-La Mancha, Navarra, Extremadura, Baleares, Cantabria y la ciudad de Melilla suspenden por completo las clases de todos los niveles educativos en sus respectivas regiones, haciendo un total de 14 de 17 comunidades autónomas y una de las ciudades autónomas con cierre de colegios. Se ordenó a más de diez millones de estudiantes (un millón de universitarios y nueve millones de educación secundaria y primaria) quedarse en inicialmente por dos semanas.
El 17 de marzo, las convocatorias para las pruebas de  Selectividad (Pruebas de Acceso a la Universidad Española), prevista para junio para más de 300.000 estudiantes, se atrasaron en todas las comunidades autónomas, en general a la segunda semana de julio, aunque no todas las comunidades eligieron esas fechas: en Navarra son entre los días 23 y 26 de junio. Las pruebas, en todo caso, se realizan con medidas para evitar contagios como el uso de mascarillas. El 18 de marzo, el ministro Vasco de Educación prorrogó indefinidamente el cierre de las escuelas.
Las escuelas reabrieron por completo en septiembre de 2020, pero se introdujeron nuevas reglas ya que el país estaba experimentando un resurgimiento de casos, por ejemplo, todos los estudiantes mayores de seis años deben usar máscaras, se redujo el tamaño de las clases, los estudiantes fueron separados en "burbujas" asignadas a evitar que se mezclen y mantener los escritorios a 1,5 m de distancia.

### En la religión

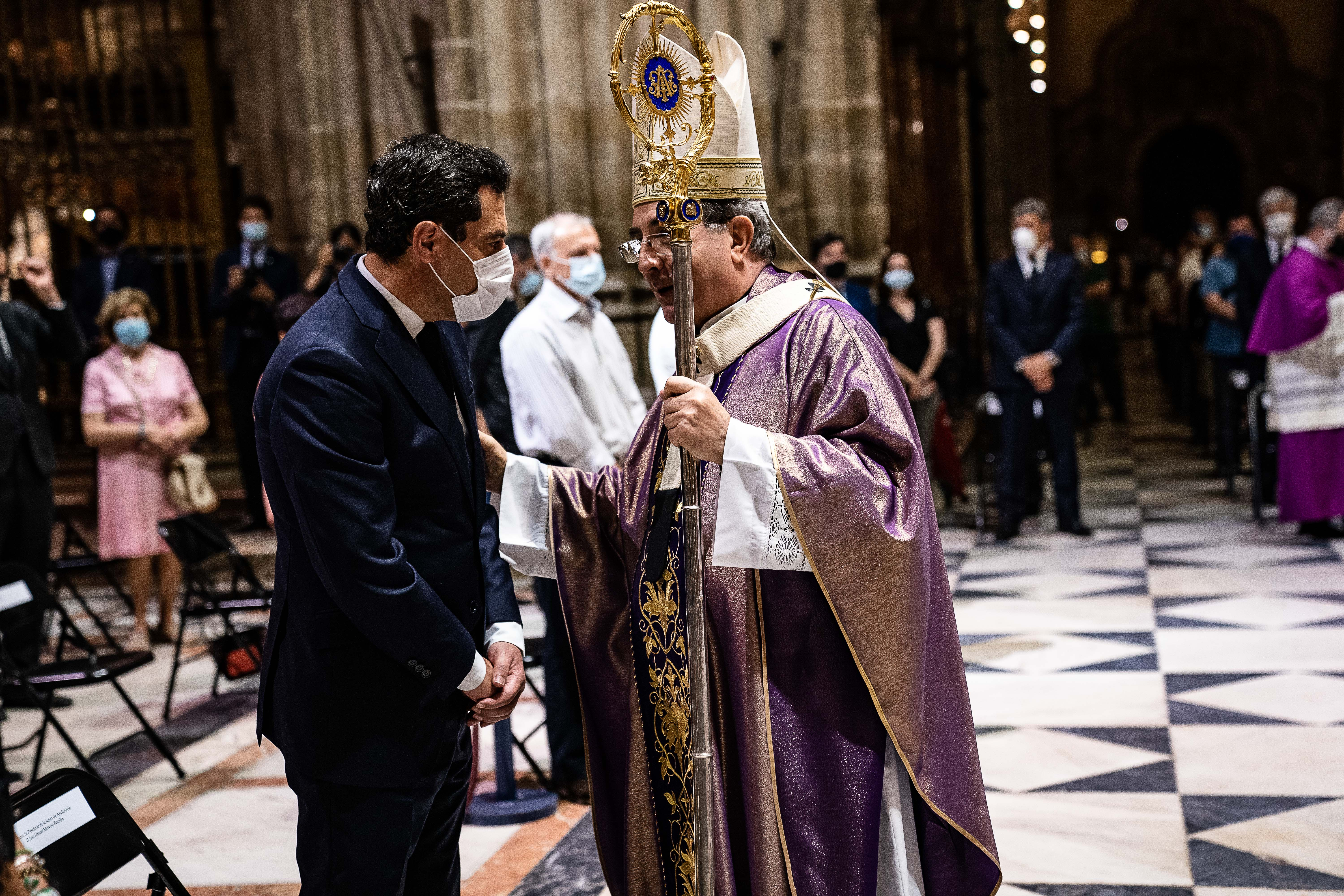
Juan Manuel Moreno, el presidente de la Junta de Andalucía, en el funeral en recuerdo y homenaje a las víctimas del coronavirus en la Catedral de Sevilla (4 de junio de 2020).

El 6 de marzo de 2020, la Conferencia Episcopal Española indicó que las iglesias debían retirar el agua bendita de los pilares, evitar el gesto de dar la mano como forma de dar paz y no besar imágenes religiosas, gesto típico de la Cuaresma. También se suspendieron las procesiones religiosas de Semana Santa. El Real Decreto del Estado de Alarma decretaba que la asistencia a los lugares religiosos quedaba condicionada a la adopción de medidas de contención acordes a las características y tamaño de los lugares. Muchas misas fueron suspendidas. Agentes de la Policía Nacional desalojaron el Viernes Santo (10 de abril) a una veintena de feligreses de la Catedral de Granada.

## Controversias

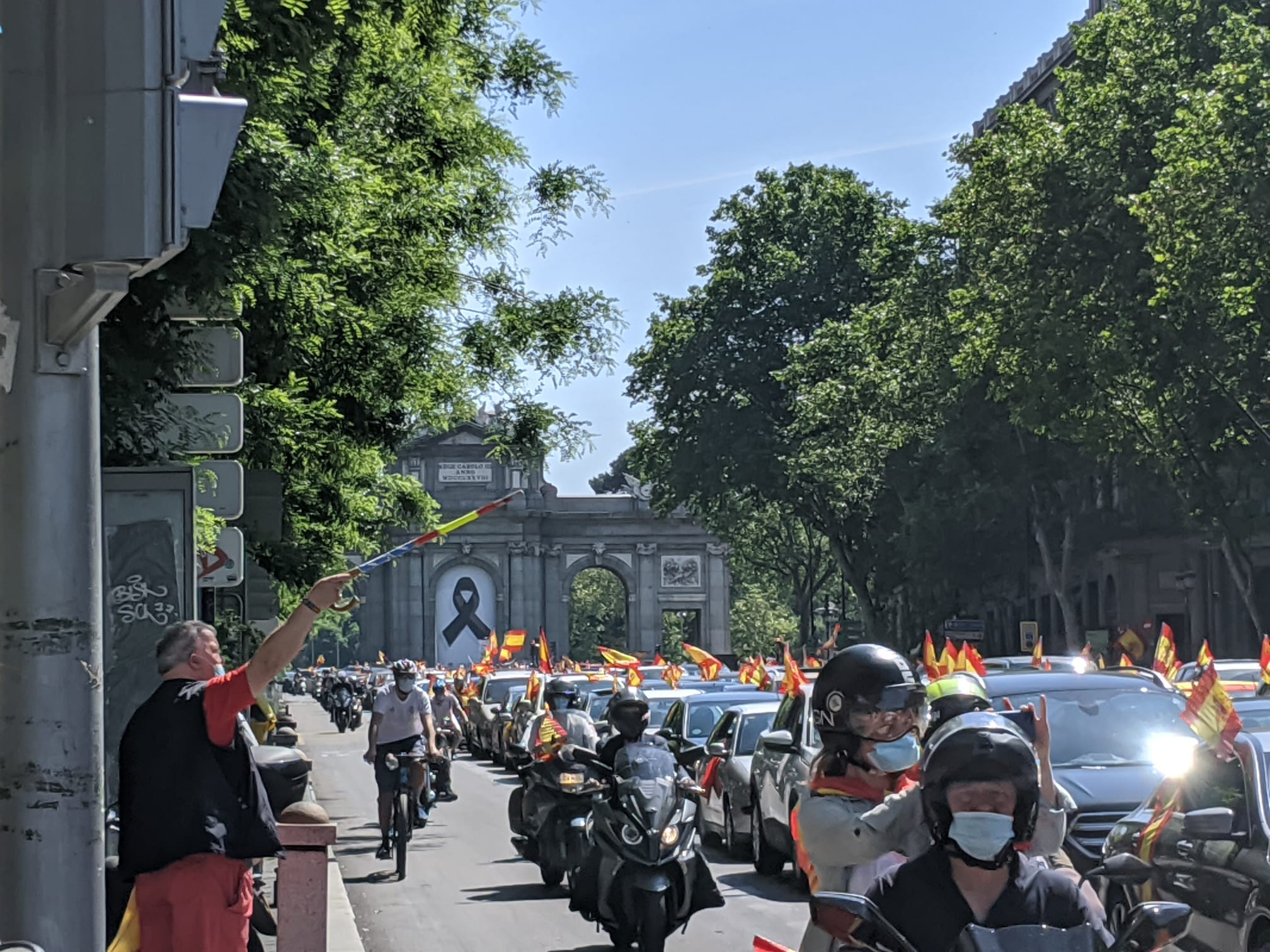
Caravana #HazteOir de Vox en Madrid (23 de mayo).

El descontento de sectores de la población con la gestión de la pandemia por parte del Gobierno dio pie a que se organizaran caceroladas y protestas exigiendo la dimisión del Ejecutivo. Estas protestas se originaron en el distrito de Salamanca de Madrid, especialmente en el entorno de la calle Núñez de Balboa, aunque desde entonces se han extendido a otros barrios de la ciudad y a otras ciudades de España. Las preocupaciones sanitarias surgidas de estas protestas se han visto traducidas en una gran presencia policial, aunque esta busca que se mantenga la distancia de seguridad interpersonal pues las protestas siguen estando permitidas durante el estado de alarma.
Las protestas, que también incluyeron concentraciones frente a la sede del PSOE y escraches en las viviendas de ministros como José Luis Ábalos o Pablo Iglesias e Irene Montero, han sido apoyadas por sectores de la extrema  derecha, como el partido político Vox, que ha acusado al Gobierno de inacción, o la presidenta de la Comunidad de Madrid Isabel Díaz Ayuso.del PP El PSOE, por su parte, ha acusado a la oposición de "desleal".
El proceso de cambio de fase ha generado críticas por parte de diferentes gobiernos autonómicos: Andalucía, la Comunidad Valenciana y Madrid han acusado al Gobierno central de emplear criterios políticos a la hora de cambiar de fase. Esta última ha presentado un recurso contra el Gobierno frente al Tribunal Supremo denunciando "una diferencia de criterio" después de que Sanidad rechazara en dos ocasiones que la comunidad pasara a fase 1.
El 23 de mayo el partido político Vox organizó manifestaciones en coche contra el Gobierno en diversas ciudades españolas. Pese a hacerse dichas manifestaciones en coche, según los organizadores, para mantener la distancia interpersonal, pudo verse a líderes del partido incumpliendo las medidas de seguridad decretadas por las autoridades sanitarias.
A raíz de una investigación de la Guardia Civil sobre la celebración del 8M, el ministro del Interior Fernando Grande-Marlaska cesó al jefe de la Comandancia Diego Pérez de los Cobos alegando una «pérdida de confianza». Poco después el general Laurentino Ceña, número dos de la Guardia Civil, dimitió en señal de desacuerdo con la destitución de De los Cobos, calificándola de «injusta». El Gobierno ha negado injerencias en la investigación, cuyo informe apuntaba a Salvador Illa, Ministro de Sanidad y a Fernando Simón, director del CCAES, como responsables por autorizar la manifestación del 8M en Madrid aun conociéndose los riesgos desde el 5 de marzo. El Partido Popular, Ciudadanos y Vox se han mostrado muy críticos con estos hechos, pidiendo la dimisión de Grande-Marlaska. El vicepresidente segundo del Gobierno, Pablo Iglesias, ha acusado al PP de «llamar a la insubordinación de las Fuerzas y Cuerpos de Seguridad del Estado».
El 20 de junio, decenas de facultativos, titulados superiores y sindicatos médicos se concentraron en la Puerta del Sol para homenajear las víctimas COVID-19 y reivindicar la profesión médica, los cuales declararon haber trabajado «como fieras» durante la crisis del coronavirus pese a la «precariedad crónica» de la Sanidad española. El 27 de junio, trabajadores del transporte sanitario convocados por UGT también se manifestaron en la Puerta del Sol pidiendo medidas de protección ante posibles rebrotes.
El 14 de julio de 2021 el Tribunal Constitucional declaró inconstitucional el confinamiento de España, ya que, para las medidas tomadas como la suspensión de derechos fundamentales se tendría que haber utilizado un estado de sitio o excepción, que requieren otras condiciones.
El 27 de octubre de 2021 el Tribunal Constitucional vuelve a fallar contra la estrategia jurídica del Gobierno de Sánchez, declarando inconstitucional el segundo estado alarma por  no haberse ejercido un control parlamentario eficaz ni periódico del Congreso sobre el Ejecutivo. El segundo motivo principal fue la gestión de la cogobernanza con las comunidades autónomas, delegando competencias exclusivas del Gobierno de la nación.